# Overlord (light novel)
Pour les articles homonymes, voir Overlord.
Autre
Overlord est une série de light novels écrite par Kugane Maruyama et illustrée par so-bin. Initialement publiée en ligne en 2010, elle est éditée par Enterbrain (marque de Kadokawa) depuis juillet 2012, et seize tomes sont commercialisés en juillet 2022. La version française est éditée par Ofelbe depuis mai 2017. Une adaptation en manga par Satoshi Ōshio et Hugin Miyama est publiée depuis novembre 2014 dans le magazine Monthly Comp Ace de l'éditeur Kadokawa Shoten. Ototo publie la version française depuis janvier 2017.
Une adaptation en anime en quatre saisons est produite par le studio Madhouse. La première saison  est diffusée entre juillet et septembre 2015 sur AT-X au Japon. Deux films d'animation récapitulatifs sortent respectivement en février et mars 2017 au Japon. Une seconde saison est diffusée entre janvier et avril 2018, et une troisième entre juillet et octobre 2018. Une quatrième saison est diffusée entre juillet et septembre 2022. Dans les pays francophones, la série est diffusée en simulcast sur Animation Digital Network. La chaîne française J-One a également diffusé la série. Les trois premières saisons sont également diffusées en streaming sur Prime Video.

## Synopsis
L'histoire débute dans Yggdrasil, un jeu de rôle virtuel en ligne ayant connu un véritable succès, mais sur le point de se fermer définitivement après 12 ans d'existence. Le protagoniste principal, Momonga a néanmoins du mal à l'accepter, il n'a aucune famille, ni amis, ni petite amie, et ne trouve plus de sens à vivre dans la « réalité ». Il est le chef de l'une des 10 meilleures guildes du jeu, la guilde d'Ainz Ooal Gown, composée exclusivement de personnages « non-humains », et dont le quartier général est le « Grand Tombeau de Nazarick ». Sur les 41 membres de la guilde, seuls subsistent désormais son chef et ses PNJ, des personnages créés par les membres afin d'assurer la protection du tombeau. Momonga décide de rester immergé dans le jeu jusqu'à la déconnexion forcée. À sa grande stupeur, à l'heure annoncée de l'arrêt des serveurs, au lieu de revenir dans le monde réel, il est envoyé dans un nouveau monde. Il s'aperçoit très vite que les PNJ semblent acquérir leur propre volonté et surtout qu'ils sont devenus réellement vivants, dotés d'odeurs corporelles ou d'un pouls et surtout de sentiments. Il tente de découvrir ce monde et s'efforcera de se faire connaître sous le nom de sa célèbre guilde : Ainz Ooal Gown. Dans ce monde nouveau et inconnu, où la magie qu'il employait à Yggdrasil fonctionne toujours et où la plupart des monstres de l'ancien jeu sont devenus réels, il choisit ce nouveau nom, dans l'espoir de trouver d'autres joueurs qui, comme lui se seraient retrouvés envoyés dans ce monde.

## Personnages

### Héros principal
Ainz Ooal Gown (アインズ・ウール・ゴウン, Ainzu Ūru Goun) / Momonga (モモンガ)
Voix japonaise : Satoshi Hino (ja), voix française : Charles Mendiant
Autrefois connu sous le nom de Momonga, Ainz est le personnage principal de l'histoire. Chef de la guilde d'Ainz Ooal Gown, c'était un joueur qui incarnait une race très puissante, un Overlord dans Yggdrasil, mort-vivant squelettique de niveau 100. Désormais dans la peau de son avatar, il traite avec bienveillance les PNJ qui lui ont juré fidélité absolue, mais ne parvient plus à ressentir des besoins humains (manger ou dormir) et ses sentiments tels que la pitié ou la tristesse semblent avoir presque disparu. Il garde l'espoir de retrouver des joueurs qui, comme lui, seraient coincés dans ce nouveau monde. Il tente pour cela de devenir une légende vivante.

### Les gardiens de Nazarick
Ils sont les plus puissants PNJ de Nazarick. Chacun d'entre eux doit protéger un ou plusieurs niveaux. Ils ont juré fidélité à leur unique maître, le seigneur Ainz. Ils ont sous leurs ordres de nombreux autres PNJ.
Albedo (アルベド, Arubedo)
Voix japonaise : Yumi Hara (ja), voix française : Valérie Bachère
Albedo est un succube, la Régente des Gardiens du Grand Tombeau de Nazarick. Elle est chargée de la direction générale et supervise les activités des sept Gardiens de niveau. Sa personnalité a été créée par Tabula, un ancien membre de la guilde et fût légèrement modifiée par Ainz la rendant ainsi profondément amoureuse de ce dernier. Elle est véritablement obsédée par son maître, et souhaite lui donner une descendance, mais son attirance pour son seigneur la met en rivalité avec Shalltear.
Shalltear Bloodfallen (シャルティア・ブラッドフォールン, Sharutia Buraddofōren)
Voix japonaise : Sumire Uesaka, voix française : Clara Soares
Shalltear Bloodfallen est la gardienne des niveaux 1 à 3 de Nazarick, elle est une vampire pure à l'apparence d'une jeune fille. Elle aime Ainz et a donc une rivale, Albedo. Elle se dispute souvent avec Aura, l'une des deux gardiens du niveau 6 qui se moque de son apparence et surtout de sa poitrine plate, ce qui la force à rembourrer son soutien-gorge, son état de mort-vivant lui ôtant tout espoir d'un changement d'apparence.
Cocytus (コキュートス, Kokyūtosu)
Voix japonaise : Kenta Miyake, voix française : François Tavares
Cocytus est le gardien du niveau 5 de Nazarick. Il est un fier guerrier à l'apparence d'un insecte géant, et maîtrise la glace. Ainz lui donna une armée afin qu'il puisse subjuguer les hommes-lézards mais celui-ci perdit la bataille. Après cet échec et en guise de punition, Ainz lui ordonna de s'en occuper seul. Il battit les différents chefs de clan des hommes-lézards et Ainz lui octroya comme prévu le contrôle de ceux-ci. Cependant, il ne doit pas utiliser la terreur pour diriger ces derniers.
Demiurge (デミウルゴス, Demiurugosu)
Voix japonaise : Masayuki Katō (ja), voix française : Vincent Ropion
Demiurge est le gardien du niveau 7 de Nazarick. C'est un puissant PNJ défensif et un stratège. Il porte généralement un costume cravate de couleur rouge, et c'est un démon redoutable capable de changer de forme à volonté. En discutant avec son seigneur, alors que celui-ci observait le paysage du nouveau monde autour de Nazarick, il conclut que la volonté de son maître était de conquérir ce monde, et convainc tous les autres gardiens de ce fait.
Sebas Tian (セバス・チャン, Sebasu Chan)
Voix japonaise : Shigeru Chiba, voix française : Philippe Catoire
Sebas Tian a autorité sur les Pléiades, il a été conçu par Touch Me, un ancien membre de la guilde, c'est le majordome en chef du tombeau. Fidèle envers son seigneur Ainz, il n'apprécie pas que ce dernier s'éclipse sans escorte, et surtout sans le prévenir.
Aura Bella Fiora (アウラ・ベラ・フィオーラ, Aura Bera Fiōra)
Voix japonaise : Emiri Katō (ja), voix française : Adeline Chetail
Aura Bella Fiora est l'une des deux gardiens du niveau 6 de Nazarick. Cette elfe noire se révèle parfois assez capricieuse. Elle possède un fouet en guise d'arme et se chamaille souvent avec son amie Shalltear. C'est la sœur jumelle de Mare, et elle est la dominante de leur fratrie. Contrairement à son jumeau, elle ne s'habille pas de façon féminine, et ses yeux sont l'inverses de ceux de Mare. Ses disputes avec Shalltear rappellent à Ainz les disputes qui existaient entre leurs créateurs respectifs.
Mare Bello Fiore (マーレ・ベロ・フィオーレ, Māre Bero Fiōre)
Voix japonaise : Yumi Uchiyama, voix française : Clara Soares
Mare Bello Fiore est aussi le gardien du 6e étage de Nazarick. Il s'agit d'un jeune elfe noir « otokonoko ». Sa créatrice l'a travesti en fille pour s'amuser. Cet elfe noir maîtrise de puissants sorts magiques et a une sœur jumelle. Il se révèle parfois assez naïf, il est le jumeau d'Aura, mais contrairement à sa sœur, son œil droit est bleu et son œil gauche est vert. Il est beaucoup plus timide et moins confiant en ses capacités que sa sœur jumelle.

### Autres personnages
Narberal Gamma (ナーベラル・ガンマ, Nāberaru Ganma)
Voix japonaise : Manami Numakura (ja), voix française : Bérangère Jean
Narberal Gamma est la troisième des six Pléiades formant la dernière ligne de défense de Nazarick. Comme les 5 autres Pléiades, elle porte généralement des habits de soubrette (ou maid en anglais), elle semble spécialisée dans l'utilisation de la magie. C'est elle que Ainz a choisi pour lui servir de partenaire dans son infiltration de la guilde des aventuriers du royaume de Re-Estize.
Gazef Stronoff (ガゼフ・ストロノーフ, Gazefu Sutoronōfu)
Voix japonaise : Hiroshi Shirokuma (ja), voix française : Julien Meunier
Capitaine de la garde royale du royaume de Re-Estize, Gazef Stronoff est un homme comptant beaucoup d'ennemis du fait de sa position et ce même dans son propre pays, du fait qu'il n'est pas d'ascendance noble. Il est considéré comme le meilleur combattant de Re-Estize. Il rencontra Ainz alors que ce dernier vient sauver le village de Carne, qu'il était lui-même venu secourir avec ses hommes. Il demanda à Ainz de protéger le village pendant qu'il affrontait ceux qui avaient voulu le piéger : les membres de la Théocratie de Slane. Il fut sauvé in extremis par Ainz, qui lui avait confié un item de téléportation, le sauvant d'une mort certaine, lui et ses hommes.
Nigun Grid Luin (ニグン・グリッド・ルーイン, Nigun Guriddo Rūin)
Voix japonaise : Takehito Koyasu, voix française : Jean-François Pages
Nigun Grid Luin est un officier dans l'armée de la Théocratie de Slane, chargé de piéger et d'assassiner Gazef Stronoff. Méprisant envers Stronoff et ses hommes, il dut affronter Ainz lorsque ce dernier échanga sa place avec Gazef et les soldats de Re-Estize. D'abord confiant en ses capacités, car il était soutenu par plusieurs anges de haut niveau, il déchanta rapidement lorsqu'il vit qu'il ne pouvait absolument rien faire contre Ainz, qui extermina tous ses anges avec une facilité déconcertante. Il ne fut pas tué mais capturé et confié aux soins du spécialiste des interrogatoires de Nazarick, Neuronist Painkil, qui le tortura pour obtenir des informations.
Enri Emmot (エンリ・エモット, Enri Emotto)
Voix japonaise : Mao Ichimichi, voix française : Marie Nonnenmacher
Enri est une villageoise du village de Carne. Lorsque ce dernier fut attaqué par de faux soldats de l'empire de Baharuth (les agents de la Théocratie de Slane), elle s'enfuit avec sa petite sœur pour échapper au massacre. Elle fut sauvée par Ainz, qui lui offrit une potion de soins en voyant qu'elle était blessée, même si elle fut d'abord réticente à l'idée d'absorber la potion en voyant l'apparence de son « sauveur ». Elle est l'amie d'enfance de Nfirea Bareare, qui est très amoureux d'elle.

## Light novel
La série de light novel est écrite par Kugane Maruyama avec des illustrations de So-bin. Elle est dans un premier temps publiée en ligne à partir de 2010 sur le site de publication de roman Arcadia, puis sur Shōsetsuka ni narō en 2012, avant que l'éditeur Enterbrain (devenu Kadokawa) obtienne les droits de la licence. Le premier volume est publié le 30 juillet 2012, et la série sera composée au total de 18 volumes.
En France, la série est publiée dans un format double par Ofelbe depuis le 11 mai 2017,. En Amérique du Nord, Yen Press a annoncé en octobre 2015 l'acquisition des droits d'éditions de la série pour la version anglaise et dont le premier volume est publié le mai 2016,.

### Liste des volumes
| no | Japonais                                                                                    | Japonais                             | Japonais                            | Français                          | Français        | Français          |
| no | Titre                                                                                       | Date de sortie                       | ISBN                                | Titre                             | Date de sortie  | ISBN              |
| --- | ------------------------------------------------------------------------------------------- | ------------------------------------ | ----------------------------------- | --------------------------------- | --------------- | ----------------- |
| 1 2 | Fushisha no ō (不死者の王) Shikkoku no senshi (漆黒の戦士)                                  | 30 juillet 2012 30 novembre 2012     | 978-4-0472-8152-3 978-4-0472-8451-7 | Le Roi Mort-Vivant                | 11 mai 2017     | 978-2-3730-2033-5 |
| 3 4 | Senketsu no ikusa otome (鮮血の戦乙女) Rizādoman no yūsha-tachi (蜥蜴人の勇者たち)          | 30 mars 2013 31 juillet 2013         | 978-4-0472-8689-4 978-4-0472-8953-6 | La Valkyrie sanglante             | 11 janvier 2018 | 978-2-3730-2034-2 |
| EXTRA : Au Japon, une édition spéciale du 4e volume est comprise avec un drama CD (ISBN 978-4-0472-8954-3).                                           |                                                                                             |                                      |                                     |                                   |                 |                   |
| 5 6 | Ōkoku no otoko-tachi (Jō) (王国の漢たち [上]) Ōkoku no otoko-tachi (Ge) (王国の漢たち [下]) | 28 décembre 2013 31 janvier 2014     | 978-4-0472-9259-8 978-4-0472-9356-4 | Les Hommes du royaume             | 8 novembre 2018 | 978-2-3730-2057-1 |
| EXTRA : Au Japon, une édition spéciale du 6e volume est comprise avec un drama CD (ISBN 978-4-0472-9357-1).                                           |                                                                                             |                                      |                                     |                                   |                 |                   |
| 7 8 | Daifunbo no Shinnyūsha (大墳墓の侵入者) Futari no shidōsha (二人の指導者)                   | 30 août 2014 26 décembre 2014        | 978-4-0472-9809-5 978-4-04-730084-2 | Les Envahisseurs du Grand Tombeau | 28 mars 2019    | 978-2-3730-2063-2 |
| 9 10 | Hagun no mahō eishōsha (破軍の魔法詠唱者) Bōryaku no tōchisha (謀略の統治者)                | 29 juin 2015 30 mai 2016             | 978-4-04-730473-4 978-4-04-734089-3 | Le Conspirateur                   | 9 juillet 2020  | 978-2-3730-2076-2 |
| 11 12 | Dowāfu no kōshō (山小人の工匠) Sei ōkoku no sei kishi (Jō) (聖王国の聖騎士 上)              | 30 septembre 2016, 30 septembre 2017 | 978-4-04-734230-9 978-4-04-734845-5 | L'Artisan nain                    | 8 avril 2021    | 978-2-3730-2090-8 |
| EXTRA : Au Japon, une édition spéciale du 11e volume est comprise avec un coffret Blu-ray de la mini-série Ple Ple Pleiades (ISBN 978-4-04-734231-6). |                                                                                             |                                      |                                     |                                   |                 |                   |
| 13 14 | Sei ōkoku no sei kishi (Ge) (聖王国の聖騎士 下) Mekkoku no majo (滅国の魔女)                | 27 avril 2018 12 mars 2020,          | 978-4-04-734947-6 978-4-04-735885-0 | La sorcière du royaume Déchu      | 25 août 2022    | 978-2-3730-2101-1 |
| EXTRA : Au Japon, une édition spéciale du 14e volume est comprise avec une figurine (ISBN 978-4-04-735886-7).                                         |                                                                                             |                                      |                                     |                                   |                 |                   |
| 15 | Han mori yōsei no shinjin (jō) (半森妖精の神人 ［上］)                                      | 30 juin 2022,                        | 978-4-04-736555-1                   | —                                 | —               |                   |
| EXTRA : Au Japon, une édition spéciale du 15e volume est comprise avec illustrations (ISBN 978-4-04-737087-6).                                        |                                                                                             |                                      |                                     |                                   |                 |                   |
| 16 | Han mori yōsei no shinjin (ge) (半森妖精の神人 ［下］)                                      | 29 juillet 2022,                     | 978-4-04-736556-8                   | —                                 | —               |                   |
| EXTRA : Au Japon, une édition spéciale du 16e volume est comprise avec illustrations (ISBN 978-4-04-736554-4).                                        |                                                                                             |                                      |                                     |                                   |                 |                   |

## Manga
Une adaptation en manga, écrite par Satoshi Ōshio et dessinée par Hugin Miyama, est prépubliée à partir du 26 novembre 2014 dans le magazine Monthly Comp Ace,. Le premier volume relié est publié par Kadokawa Shoten le 26 juin 2015, et vingt tomes sont commercialisés depuis le 25 septembre 2024.
Annoncée en septembre 2016, la version française est publiée par Ototo depuis janvier 2017,. Yen Press édite également la version anglaise de la série en Amérique du Nord depuis mai 2016,.

### Liste des volumes
| no | Japonais          | Japonais                                                                 | Français          | Français          |
| no | Date de sortie    | ISBN                                                                     | Date de sortie    | ISBN              |
| --- | ----------------- | ------------------------------------------------------------------------ | ----------------- | ----------------- |
| 1 | 26 juin 2015      | 978-4-04-103071-4                                                        | 20 janvier 2017   | 978-2-3750-6024-7 |
| 2 | 25 juillet 2015   | 978-4-04-103072-1                                                        | 3 mars 2017       | 978-2-3771-7004-3 |
| 3 | 26 décembre 2015  | 978-4-04-103857-4                                                        | 19 mai 2017       | 978-2-3771-7028-9 |
| 4 | 23 juin 2016      | 978-4-04-104399-8                                                        | 7 juillet 2017    | 978-2-3771-7043-2 |
| 5 | 26 août 2016      | 978-4-04-104400-1                                                        | 8 décembre 2017   | 978-2-3771-7062-3 |
| 6 | 26 décembre 2016, | 978-4-04-104679-1 (édition standard) 978-4-04-104680-7 (édition limitée) | 23 février 2018   | 978-2-3771-7084-5 |
| EXTRA : Au Japon, l'édition limitée de ce volume comporte un drama CD d'une durée d'une heure et un calepin. |                   |                                                                          |                   |                   |
| 7 | 24 mai 2017       | 978-4-04-105764-3                                                        | 15 juin 2018      | 978-2-3771-7102-6 |
| 8 | 26 décembre 2017  | 978-4-04-106389-7                                                        | 21 septembre 2018 | 978-2-3771-7125-5 |
| 9 | 26 avril 2018     | 978-4-04-106390-3                                                        | 22 février 2019   | 978-2-3771-7149-1 |
| 10 | 26 juillet 2018,  | 978-4-04-107168-7 (édition standard) 978-4-04-106727-7 (édition limitée) | 26 avril 2019     | 978-2-3771-7199-6 |
| EXTRA : Au Japon, l'édition limitée de ce volume comporte un drama CD et un ensemble de papeterie.           |                   |                                                                          |                   |                   |
| 11 | 26 février 2019   | 978-4-04-107896-9                                                        | 8 novembre 2019   | 978-2-3771-7261-0 |
| 12 | 24 septembre 2019 | 978-4-04-108688-9                                                        | 18 septembre 2020 | 978-2-3771-7303-7 |
| 13 | 24 mars 2020      | 978-4-04-108689-6                                                        | 26 mars 2021      | 978-2-3771-7362-4 |
| 14 | 25 novembre 2020  | 978-4-04-110815-4                                                        | 29 octobre 2021   | 978-2-3771-7410-2 |
| 15 | 26 juillet 2021   | 978-4-04-111589-3                                                        | 27 janvier 2023   | 978-2-3771-7462-1 |
| 16 | 26 janvier 2022   | 978-4-04-111590-9                                                        | 24 mars 2023      | 978-2-3771-7514-7 |
| 17 | 24 juin 2022      | 978-4-04-112615-8                                                        | 25 août 2023      | 978-2-3771-7526-0 |
| 18 | 25 mars 2023      | 978-4-04-113501-3                                                        | 28 juin 2024      | 978-2-3771-7582-6 |
| 19 | 26 décembre 2023, | 978-4-04-114353-7 (édition standard) 978-4-04-114352-0 (édition limitée) | 11 juillet 2025   | 978-2-3771-7617-5 |
| EXTRA : Au Japon, l'édition limitée de ce volume comporte un artbook.                                        |                   |                                                                          |                   |                   |
| 20 | 25 septembre 2024 | 978-4-04-115221-8                                                        | —                 |                   |
| 21 | 25 mars 2025      | 978-4-04-115865-4                                                        | —                 |                   |

## Anime
L'adaptation en anime est annoncée en août 2014 lors de la sortie du septième volume du light novel. La série est réalisée au sein du studio Madhouse par Naoyuki Itō, avec un scénario de Yukie Sugawara et des compositions de Shūji Katayama. Elle est diffusée initialement à partir du 7 juillet et se termine le 29 septembre 2015 sur AT-X au Japon et en streaming sur J-One et Animation Digital Network dans les pays francophones.
Deux films d'animation récapitulatifs sont annoncés en septembre 2016. Le premier, Overlord: Fushisha no ō (オーバーロード 不死者の王), sort le 25 février 2017, et le second, Overlord: Shikkoku no senshi (オーバーロード 漆黒の戦士), le 11 mars 2017 au Japon.
Une deuxième saison est annoncée à la fin du second film récapitulatif Overlord: Shikkoku no Senshi. Celle-ci est diffusée entre le 9 janvier et le 3 avril 2018.
Une troisième saison est annoncée à la fin du dernier épisode de la deuxième saison. Composée de 13 épisodes, celle-ci est diffusée entre le 10 juillet et le 2 octobre 2018.
Le 17 décembre 2021, une vidéo promotionnelle pour une quatrième saison de l'anime prévue pour 2022 est diffusée sur le site officiel de l'adaptation animée. La saison est diffusée entre le 5 juillet 2022 et le 27 septembre 2022.

### Liste des épisodes

#### Saison 1
| No | Titre français                             | Titre japonais   | Titre japonais                 | Date de 1re diffusion |
| No | Titre français                             | Kanji            | Rōmaji                         | Date de 1re diffusion |
| --- | ------------------------------------------ | ---------------- | ------------------------------ | --------------------- |
| 1 | La Fin et le Commencement                  | 終わりと始まり   | Owari to hajimari              | 7 juillet 2015        |
| YGGDRASIL est un jeu de rôle en ligne massivement multijoueur de plongée sorti en 2126 qui doit être abandonné après 12 ans de position comme le meilleur DMMO-RPG. Momonga, maître de la guilde d'Ainz Ooal Gown, converse avec son compagnon de guilde, Herohero, pendant les derniers instants d'YGGDRASIL dans la salle de réunion de leur QG, le Grand Tombeau de Nazarick. Herohero fait ses adieux à Momonga et se déconnecte. Momonga est furieux que ses amis quittent le jeu, mais se calme après avoir remarqué qu'ils n'avaient pas abandonné la guilde – ils avaient plutôt des problèmes réels à résoudre. Désormais seul à Nazarick, à l'exception des PNJ et toujours absorbé par les souvenirs du passé, il prend le sceptre d'Ainz Ooal Gown et se dirige vers la salle du trône. En chemin, il ordonne à Sebas et aux Pléiades de le suivre là-bas, où il rencontre Albedo. Sur un coup de tête, il change ses paramètres pour qu'elle soit amoureuse de lui car le paramètre original créé par Tabula était qu'elle était une "traînée" absolue. Momonga ferme les yeux pour attendre la déconnexion forcée du serveur, mais se rend compte que quelque chose ne va pas; car il n'est pas éjecté et reste dans le jeu. Il découvre, à son grand étonnement, que les PNJ ont développé leur propre personnalité et qu'il peut communiquer directement avec eux comme s'ils étaient des humains. Albedo, en particulier, commence à présenter les traits de personnalité basés sur les paramètres définis par Momonga, à sa grande surprise. Momonga tente de tester les limites de cette nouvelle découverte mais est forcé de se calmer. Il remarque également qu'il peut sentir maintenant, ce qui n'était pas possible dans le jeu jusqu'à présent. Abasourdi par tout ce qui s'est passé, Momonga ordonne à Albedo d'appeler tous les gardiens, à l'exception de ceux des niveaux 4 et 8, pour le rencontrer dans l'arène du niveau 6. Il se téléporte dans l'arène pour tester ses compétences. Là, il rencontre les gardiens du niveau, Aura Bella Fiora et Mare Bello Fiore. Momonga leur demande de l'aider à tester ses nouveaux pouvoirs. Après avoir fini d'affronter l'élémentaire de feu primaire, Momonga leur donne des rafraîchissements, ce qui les surprend. Peu de temps après, les gardiens des niveaux entrent dans l'arène et se présentent. |                                            |                  |                                |                       |
| 2 | Les Gardiens des niveaux                   | 階層守護者       | Kaisō shugosha                 | 14 juillet 2015       |
| Les gardiens de Nazarick entrent dans l'arène et se présentent. Shalltear Bloodfallen arrive la première : un véritable vampire et la gardienne des niveaux 1, 2 et 3 ; entre ensuite Cocytus : le gardien du niveau 5, dont Momonga dit qu'il est la définition du Guerrier ; entre enfin Démiurge : le gardien du niveau 7, un véritable démon. Avec lui entre Albedo : la régente des gardiens. À leur arrivée, ils jurent tous aussitôt leur loyauté envers Momonga, ce dont il est très heureux. Sebas arrive et rapporte que le tombeau a été déplacé vers un endroit inconnu. Étonné par cette révélation, Momonga commence par renforcer leurs défenses et demande à Mare d'utiliser sa magie terrestre pour fondre le Grand Tombeau de Nazarick dans les environs. Il donne aux Gardiens leurs ordres respectifs avant de partir. Les Gardiens, étonnés par son aura sombre qui inspire la peur et l'intelligence, partent accomplir le travail qui leur est assigné pendant que Momonga continue de tester ses capacités dans le Nouveau Monde. Il se dirige vers l'extérieur avec Demiurge et jette un coup d'œil au monde, commentant en plaisantant que conquérir le monde n'est peut-être pas une mauvaise chose, ce que Demiurge comprend à tort comme un ordre réel. |                                            |                  |                                |                       |
| 3 | La Bataille de Carne                       | カルネ村の戦い   | Karune-mura no tatakai         | 21 juillet 2015       |
| En utilisant un miroir magique pour examiner les terres voisines avec l'aide de Sebas, Momonga découvre un village attaqué par des chevaliers d'affiliation inconnue. Dans un premier temps, Momonga entend ignorer le massacre. Mais lorsqu'il se souvient de la dette qu'il avait envers son compagnon de guilde « Touch Me », il décide de sauver les villageois et y arrive par un portail, ce qui fait peur aux soldats. Alors qu'ils étaient sur le point de tuer deux sœurs, Momonga lance un sort de haut niveau, tuant facilement l'un des soldats et l'utilise pour en faire un chevalier de la mort. Momonga ordonne au chevalier de tuer tous les soldats de la zone. Pendant ce temps, un groupe de guerriers dirigé par un homme nommé Gazef rencontre des villages saccagés, à la recherche de survivants. |                                            |                  |                                |                       |
| 4 | Le Maître de la mort                       | 死の支配者       | Shi no shihaisha               | 28 juillet 2015       |
| Nigun Grid Luin, le capitaine des Écritures du Soleil du saint pays de Slane, marche sur le village de Carne avec une équipe de lanceurs de sorts pour tuer Gazef. Conscient de cela, Gazef tente de convaincre Ainz Ooal Gown (le nouveau nom de Momonga) de défendre le village en vain, alors il part avec ses hommes pour les affronter tandis qu'Ainz aide les villageois à s'échapper. Gazef et ses hommes se battent courageusement, mais ils sont sévèrement battus par les hommes de Nigun. Avant que les mages de Nigun ne puissent porter le coup final, un objet qu'Ainz avait précédemment donné à Gazef s'active et échange ce dernier et ses hommes avec Ainz et Albedo. Ainz révèle que tout son plan était de tester le pouvoir des hommes de Slane, et qu'il utilisait Gazef pour ce faire. Immédiatement, Ainz commence à repousser sans effort les attaques des hommes de Nigun, à leur grande surprise. Cela amène Nigun à activer un sort de niveau 7, invoquant un ange puissant pour attaquer Ainz. L'attaque inflige à peine de la douleur à Ainz, dont il se moque. Albedo, cependant, est furieuse que quelqu'un ait blessé son « bien-aimé » Ainz et menace de les massacrer. Ainz la calme, puis procède à l'effacement de l'ange avec un trou noir. Abasourdi et horrifié par le pouvoir affiché par Ainz, Nigun commence à implorer sa vie. En riant, Ainz répond en citant l'une des déclarations précédentes de Nigun. Après la bataille, Ainz retourne à Nazarick pour annoncer son changement de nom et son objectif de répandre son nouveau nom, Ainz Ooal Gown, à travers ces nouvelles terres. Cependant, ses serviteurs interprètent cela à tort comme une déclaration selon laquelle il souhaite diriger le monde. |                                            |                  |                                |                       |
| 5 | Les Deux aventuriers                       | 二人の冒険者     | Futari no bōkensha             | 4 août 2015           |
| Ainz et Narberal (l'une des Battle Maids of Nazarick) prennent respectivement les pseudonymes de Momon et Narbe afin de rejoindre la guilde des aventuriers de la ville d'E-Rantel pour en savoir plus sur le monde. Plusieurs complications surviennent lorsque "Momon" a du mal à empêcher "Narbe" de griller sa couverture pendant que des aventuriers turbulents tentent d'attirer l'attention de Narbe (ce qui ne fait que l'ennuyer). Pendant ce temps, un dangereux nécromancien et une assassine assoiffée de sang complotent pour prendre le contrôle d'E-Rantel. |                                            |                  |                                |                       |
| 6 | Voyage                                     | 旅路             | Tabiji                         | 11 août 2015          |
| Momon, Narbe et les Épées des Ténèbres sont embauchés par Nfirea pour l'accompagner au village de Carne. Pendant le voyage, le groupe est attaqué par un grand groupe de gobelins et d'ogres. Un plan de bataille est élaboré rapidement ; tandis que les Épées des Ténèbres éliminaient les gobelins, Momon et Narbe élimineraient les ogres. Au fur et à mesure que le combat avance, Momon brise immédiatement la formation et bifurque instantanément plusieurs ogres sous le choc des Épées des Ténèbres. Les autres gobelins et ogres paniquent et battent en retraite à la vue de Momon abattant leurs proches. Plus tard, autour d'un feu de camp, Momon et Narbe partagent un moment de tension avec le reste du groupe lorsque l'un des membres des Épées des Ténèbres s'enquiert du passé de Momon. |                                            |                  |                                |                       |
| 7 | Le Vénérable de la forêt                   | 森の賢王         | Mori no ken-ō                  | 18 août 2015          |
| Le groupe de Momon arrive au village de Carne et rencontre Enri Emmot et sa troupe de gobelins. Enri explique à Nfirea pourquoi le village est fortifié et elle mentionne également Ainz Ooal Gown, la potion rouge qui l'a guérie, et Albedo; ce qui amène Nfirea à conclure que Momon est Ainz Ooal Gown. Nfirea s'excuse auprès d'Ainz de l'avoir trompé et Ainz lui dit de ne révéler son identité à personne. En entendant cela, Narbe devient immédiatement désemparée car c'est elle qui a permis à Nfirea de découvrir l'identité de Momon. Plus tard, alors que Nfirea demande aux Épées des Ténèbres avec Momon et Narbe de l'aider à collecter des herbes médicinales dans la forêt, Momon apprend l'existence du « Vénérable de la Forêt », une créature magique soi-disant puissante. Voyant une opportunité de devenir célèbre, Momon contacte Aura à Nazarick et lui demande de sortir la bête de sa tanière. La bête sort de sa tanière avec colère et charge Momon. Momon reconnaît immédiatement la bête comme étant un hamster géant de Djungarian, une espèce qu'un de ses camarades de guilde gardait comme animal de compagnie dans la vraie vie. Constatant à quel point le Vénérable était déçu, Momon choisit plutôt d'utiliser l'une de ses compétences pour effrayer la bête et la soumettre. Aura, voyant cela, demande si elle peut prendre sa peau, mais Momon décide de faire du Vénérable son serviteur à la place. Nommant le Vénérable Hamsuke, Momon présente Hamsuke aux épées des ténèbres qui sont impressionnées par sa sagesse. Momon, cependant, est abasourdi par leur perception de Hamsuke car il ne peut le voir comme autre chose qu'un hamster géant et mignon. Après avoir réussi à collecter les herbes, le groupe retourne à E-Rantel. Momon et Narbe se séparent alors du groupe pour enregistrer Hamsuke tandis que les Épées des Ténèbres retournent à la pharmacie pour leur paiement auprès de Nfirea. Le groupe est cependant intercepté par Clémentine, qui se moque du groupe de manière menaçante. |                                            |                  |                                |                       |
| 8 | Les lames jumelles qui pourfendent la mort | 死を切り裂く双剣 | Shi o kirisaku sōken           | 25 août 2015          |
| Clémentine apparaît devant Nfirea pour le kidnapper. Les Épées des Ténèbres tentent de gagner du temps pour que Nfirea et Ninya s'échappent, mais Khajiit bloque leur chemin de fuite. Après avoir inscrit Hamsuke à la Guilde des Aventuriers, le groupe de Momon rencontre Lizzie Bareare, qui les guide jusqu'à sa maison. Cependant, ils découvrent que les Épées des Ténèbres se sont transformés en zombies. Après les avoir tués, Momon en déduit immédiatement trois choses : premièrement, celui qui l'a fait n'a pas caché les corps, ce qui signifie qu'il ne s'est pas soucié de brouiller les traces. Deuxièmement, une arme perforante a été utilisée pour tuer les Épées. Troisièmement, leur cible était Nfirea. Fort de cette connaissance, Momon demande à Lizzie si elle veut l'embaucher pour sauver son petit-fils au prix de tout ce qu'elle possède. En acceptant le pseudo "Contrat Faustien", Momon utilise plusieurs sorts de localisation pour suivre Clémentine jusqu'à un vieux cimetière à la périphérie de la ville. À l'aide de Crystal Monitor, Momon découvre une armée de morts-vivants avec Nfirea en son centre. Ordonnant à Lizzie d'alerter la guilde et la ville, Momon se précipite immédiatement au cimetière. En arrivant à la porte, Momon étonne les gardes en annihilant à lui seul les morts-vivants qui les attaquaient alors qu'il n'est qu'un aventurier de rang plaque de cuivre. Avec Narbe et Hamsuke, Momon se fraye un chemin vers Khajiit et Clémentine. Face à eux, il se moque de Khajiit et exige qu'il remette Nfirea tout en faisant sortir Clémentine. Momon quitte ensuite Narbe pour s'occuper de Khajiit, tandis que lui et Clémentine partent mener leur bataille ailleurs. Alors que Momon et Clémentine marchent, cette dernière tente de narguer psychologiquement Momon. Momon efface cela en riant, puis met Clémentine en colère en déclarant qu'il n'a pas besoin de se battre sérieusement pour la tuer. |                                            |                  |                                |                       |
| 9 | Le Guerrier des ténèbres                   | 漆黒の戦士       | Shikkoku no senshi             | 1er septembre 2015    |
| Momon et Narbe commencent leurs combats respectifs contre Khajiit et Clémentine. Khajiit invoque deux dragons squelettes qu'il déclare imperméables à la magie, mais cela s'avère partiellement faux car Narbe carbonise facilement les dragons et Khajiit avec un sort de niveau 7 (puisque les dragons ne peuvent bloquer les sort de niveaux un à six). Momon, continuant de donner à Clémentine un handicap, se heurte à elle à plusieurs reprises. Furieuse de la façon dont Momon se moque à plusieurs reprises d'elle en la qualifiant de faible, Clémentine charge Momon avec une attaque à pleine puissance et le poignarde aux deux yeux avec des frappes élémentaires. Momon ignore le mouvement au grand choc de Clémentine et l'épingle avec un câlin d'ours à un bras. Révélant sa vraie nature de mort-vivant, Ainz tourmente Clémentine en lui disant qu'elle a été vaincue par un mage qui n'a même pas utilisé de magie. Visiblement secouée, Clémentine craque, cédant au désespoir, et se débat sans relâche contre Ainz pour se libérer. Ses efforts s'avèrent vains et Ainz écrase son corps avec les deux bras, la tuant. Ainz revient ensuite victorieux avec Narberal, Hamsuke et Nfirea, et pour ses efforts, il est immédiatement promu au rang Mithril. Alors qu'il discute de sa nouvelle promotion avec Narberal, Ainz contacte Albedo qui l'avertit que Shalltear Bloodfallen s'est rebellée contre Nazarick. |                                            |                  |                                |                       |
| 10 | Le Maître vampire                          | 真祖             | Shinso                         | 8 septembre 2015      |
| Shalltear est à l'extérieur de Nazarick, essayant de trouver des utilisateurs d'arts martiaux avec Sebas et Solution. Après avoir rencontré des bandits, elle renvoie Sebas et Solution au royaume et se rend à la base des bandits, où elle affronte leur chef, Brain Unglaus, qui connaît les arts martiaux. Cependant, il est si faible comparé à elle qu'elle ne se rend même pas compte qu'il les utilise. Elle entre alors dans une frénésie sanglante et tue tous les bandits sauf Brain, qui s'échappe. Elle essaie de le suivre, mais rencontre des aventuriers, là pour combattre les bandits. Elle les tue tous sauf Brita, qui avait la potion rouge d'Ainz, ce qui fait croire à Shalltear qu'Ainz la voulait vivante. Lorsqu'elle se rend compte qu'un aventurier était sur le point de s'enfuir si tout tournait mal, elle essaie de le retrouver, mais finit par être attaquée par des inconnus qui l'attaquent avec une arme ; mais pas avant qu'elle ne parvienne à blesser l'utilisateur. Après qu'Ainz ait appris qu'elle avait trahi Nazarick, il décide d'aller la voir et de découvrir pourquoi. |                                            |                  |                                |                       |
| 11 | Confusion et compréhension                 | 混乱と把握       | Konran to haaku                | 15 septembre 2015     |
| Ainz et Albedo trouvent Shalltear et Ainz déclare que même si Shalltear est sous contrôle mental, elle a été laissée sur place sans aucun ordre. Ainz tente d'utiliser un objet magique de super niveau pour la libérer, mais cela échoue. Pour cette raison, Ainz se rend compte que Shalltear a été contrôlée mentalement par un objet de classe universelle, le plus puissant de tous les types d'objets. Il décide d'équiper les gardiens de niveau des objets de classe universelle dont Nazarick doit les protéger avant d'aller combattre Shalltear ; mais il déclare également que Shalltear est l'un des PNJ les plus forts de Nazarick et qu'il ne pourra peut-être pas la battre. |                                            |                  |                                |                       |
| 12 | La Valkyrie de sang                        | 鮮血の戦乙女     | Senketsu no ikusaotome         | 22 septembre 2015     |
| Ainz, tout en étant observé par les autres gardiens disponibles à Nazarick, va finalement affronter Shalltear, qui s'avère être à égalité avec lui. Mais Ainz la bat avec un coup spécial; après quoi elle utilise une compétence pour empêcher sa mort, au prix d'utiliser tout son mana. Cependant, Ainz explique ensuite comment tout s'est déroulé selon son plan. |                                            |                  |                                |                       |
| 13 | Joueur contre PNJ                          | PVN              | Player VS Non Player Character | 29 septembre 2015     |
| Ainz et Shalltear Bloodfallen continuent leur combat. Cependant, il est révélé que l'issue de leur combat avait déjà été prédite par Ainz. En utilisant les connaissances sur Shalltear, fournies par son créateur et son ami Peroronchino, il avait planifié toute la bataille. Avec ses PM réduits, il est passé à une classe de guerrier et a utilisé l'armure de champion du monde. Puis, en utilisant divers autres objets du cash shop et enfin en utilisant un sort de super niveau, Ainz bat et tue Shalltear. Puis, de retour à Nazarick, il la ressuscite en utilisant 500 millions d'or. Cependant, Shalltear n'a aucun souvenir de son temps sous contrôle mental, bien qu'il soit révélé que le saint pays de Slane en était responsable. Momon et Narbe retournent à la guilde pour chercher un nouvel emploi, et il est démontré qu'ils ont été promus directement au rang adamantite, ce qui fait d'eux le troisième groupe rang adamantite du royaume. |                                            |                  |                                |                       |

#### Saison 2
| No | Titre français                      | Titre japonais     | Titre japonais               | Date de 1re diffusion |
| No | Titre français                      | Kanji              | Rōmaji                       | Date de 1re diffusion |
| --- | ----------------------------------- | ------------------ | ---------------------------- | --------------------- |
| 1 | Prélude au désespoir                | 絶望の幕開け       | Zetsubō no makuake           | 9 janvier 2018        |
| Au saint pays de Slane, le capitaine des Écritures des Ténèbres et Zesshi Zetsumei discutent du mystère d'Ainz Ooal Gown pour sa célébrité croissante en tant que mage et d'une récente attaque de vampire qui a tué deux membres des Écritures et grièvement blessé Dame Kaire. Zesshi exprime son intrigue chez Ainz, alors qu'elle cherche un homme capable de la vaincre afin de lui engendrer un enfant plus puissant. Pendant ce temps, dans un autre endroit, l'ancien aventurier Rigrit des 13 Héros originaux et le Seigneur Dragon Platine discutent de la possibilité qu'un joueur sombre et puissant d'YGGDRASIL soit arrivé dans ce Nouveau Monde. Dans la capitale de Re-Estize, Gazef Stronoff est avec le roi alors que les nobles du royaume décident d'amener la guerre annuelle à Baharuth, et le roi s'excuse de ne pas avoir apporté son plein soutien aux événements du village de Carne. Après une brève visite de la princesse Renner et de son garde du corps, Climb, le roi demande à Gazef de demander une rencontre avec Ainz Ooal Gown pour lui montrer sa gratitude pour avoir sauvé Gazef. Après qu'Ainz ait terminé son travail en tant que Momon, il retourne à Nazarick pour faire un compte rendu à Albedo (simplement ravie à son retour) de ce qu'il a appris concernant les États-nations notables du monde connu à proximité de la position de Nazarick sur la carte. Aura, supervisant la construction de la réplique leurre de Nazarick, reçoit un cadeau d'Ainz sous la forme d'une montre-bracelet parlante avec la voix de sa créatrice, BukubukuChagama, dictant l'heure du déjeuner. Pendant ce temps, Shalltear (culpabilisée d'avoir tenté de tuer Ainz alors qu'elle était sous contrôle mental) noie ses regrets dans l'alcool tandis qu'Eclair, l'assistant majordome de Sebas, ne parvient pas à lui remonter le moral. Cocytus est envoyé pour déclencher une guerre avec les hommes-lézards et réclamer les morts pour une armée ultérieure de morts-vivants. Dans le village des Hommes-lézards, le chef de la tribu des Griffes Vertes, Sharyus, discute de la vie quotidienne avec son jeune frère, Zaryus, lorsqu'une entité monstrueuse surgit des nuages. |                                     |                    |                              |                       |
| 2 | Départ                              | 旅立ち             | Tabidachi                    | 16 janvier 2018       |
| L'entité sombre qui descend du ciel est un héraut avertissant les hommes-lézards de la tribu des Griffes Vertes d'une invasion dans huit jours. Zaryus conseille une alliance avec les autres tribus des hommes-lézards : les Petits Crocs, les Queues Tranchantes, les Crocs de Dragon et les Yeux Rouges. Mais comme les Crocs de Dragon comptent des survivants des tribus vaincues, les Marques Jaunes et les Lames Aiguisées, il y a peu ou pas d'espoir d'alliance avec eux. Zaryus est autorisé par son frère le chef à être l'envoyé pour rechercher une alliance avec les autres tribus. Atteignant la tribu des Yeux Rouges, Zaryus rencontre Crusch Lulu, le chef/prêtresse par intérim du village. Amoureux d'elle, il pousse instinctivement un cri d'accouplement, désireux de l'épouser. Après des débuts difficiles, les deux résistants discutent d'une alliance et parviennent à un consensus. Prévoyant de construire une alliance, Zaryus et Crusch arrivent dans le village des Crocs de Dragon et rencontrent le chef Zenber Gugu, qui a également reçu le message du héraut, mais ne rejoindra l'alliance que si Zaryus peut prouver sa valeur au combat. De retour à Nazarick, Demiurge parle avec Eclair, et il est révélé que tous deux sont au courant du programme caché d'Eclair visant à usurper le trône de Nazarick, car c'était sa conception par Ankoro Mochi Mochi. Alors qu'une réplique leurre de Nazarick est en construction, Cocytus est informé par ses subordonnés de la mission de parchemin de Démiurge et de la nécessité de se présenter régulièrement. Cocytus prend cette nouvelle et prépare son armée pour la guerre à venir dans quelques jours. |                                     |                    |                              |                       |
| 3 | L'Union des hommes-lézards          | 集う、蜥蜴人       | Tsudou, Rizādoman            | 23 janvier 2018       |
| Zenber combat Zaryus, et ils parient le rôle de chef et Crusch en guise de compagne. Zaryus se rend compte que sa force physique est inférieure à celle de Zenbur, mais utilise son Frost Pain, un objet magique, pour geler Zenber à chaque attaque, ce qui fait céder Zenber en réalisant qu'il ne peut pas continuer à combattre un objet qui le tuera pendant qu'il se bat. Le groupe fait la fête pour discuter de l'alliance et les Crocs de Dragon se joignent à eux. En route vers la tribu des Queues Tranchantes, le premier site d'attaque du message du héraut, Sharyus salue le trio et tout le monde se rassemble pour un éclaireur qui rapporte que les chances sont contre eux avec les forces 3 : 1. Cocytus voit, sur un cristal de surveillance, leur rassemblement et ordonne l'attaque. Les hommes-lézards opposent une résistance modérée, jusqu'à ce que les cinq chefs utilisent leurs capacités de mages pour invoquer rapidement des élémentaires des marais. Entoma informe le seigneur Ainz, qui considère la situation de la bataille comme inattendue. Cocytus envoie un message à Démiurge pour obtenir un aperçu, ce dernier l'informant de réfléchir par lui-même à la manière de rationner et de déployer des troupes contre les hommes-lézards, car cela pourrait être le souhait non divulgué de Lord Ainz. Cocytus ordonne à un ancien commandant liche de se lancer dans le combat, éliminant la résistance avec une relative facilité. Voyant leur chance d'entrer dans le combat, Zaryus sacrifie son destrier, le Serpent Hydre Rororo, pour se rapprocher de la Liche et combattre aux côtés de Crusch et Zenbur, qui sont ensuite neutralisés, laissant Zaryus rassembler la force qu'il lui reste pour se piéger avec le commandant-liche dans une immense cage de glace. Après beaucoup de douleur et de nombreuses attaques, Zaryus est victorieux par surprise en attaquant la Liche dans un brouillard et en lui enfonçant Frost Pain dans le cerveau. Les hommes-lézards étant victorieux de la bataille, Cocytus doit répondre à Ainz. |                                     |                    |                              |                       |
| 4 | L'Armée de la mort                  | 死の軍勢           | Shi no gunzei                | 30 janvier 2018       |
| Les hommes-lézards célèbrent la victoire ; Zaryus et Crusch sont seuls dans une tente en rougissant, quand Zenber fait irruption en se demandant s'ils "s'amusent" - à leur grande surprise. De retour à Nazarick, Ainz présente le Gardien du niveau 8, « Victime » aux autres, pour se préparer à des rencontres imprévues ; Demiurge a réussi à créer des parchemins de meilleure qualité en utilisant des hommes-bêtes moutons ; Ainz promet de répondre au besoin de punition de Shalltear plus tard. Enfin, alors que Cocytus a été vaincu, Ainz explique qu'il a donné à Cocytus une armée faible afin qu'il apprenne à s'adapter et à réutiliser ses ressources en tant que leader. Comme toutes les forces de Cocytus étaient des morts-vivants de bas rang, il n'y avait aucun risque pour Nazarick. Mais Cocytus doit faire face à une punition : il doit éradiquer les hommes-lézards. Cocytus demande à la place que les hommes-lézards soient épargnés et soumis à la servitude de Nazarick. Quand Ainz demande pourquoi, Demiurge propose qu'il pourrait leur être utile de voir comment fonctionnerait la gouvernance d'un nouveau peuple sous Nazarick, car ils pourraient devoir le faire à nouveau dans le futur et commencer maintenant les aiderait à se préparer. Ainz est d'accord, mais demande à Cocytus de les diriger sans crainte. Ainz voulait seulement entendre la libre opinion de Cocytus, exigeant que ses Gardiens réfléchissent à leurs ordres afin d'apporter un plus grand bénéfice à Nazarick. Après son départ, Demiurge déclare aux Gardiens qu'Ainz avait l'intention de tout cela, souhaitant qu'ils apprennent à être plus interdépendants dans leur objectif de conquête, et que la mission de Cocytus était également une sonde sur les hommes-lézards. Dans sa chambre, Momonga est heureux que ses tuteurs apprennent à évoluer et remarque également un parfum floral familier (le parfum d'Albedo). Le lendemain, les Gardiens et Ainz lui-même reviennent sur le champ de bataille dans une grande démonstration de force : gelant le lac, le gardien du niveau 4, Gargantua (faisant deux fois la hauteur de la forêt), jette une énorme pierre au centre du lac, et les morts-vivants forment une allée royale pour qu'Ainz s'assoie au sommet du rocher carré et parle devant les hommes-lézards. Lorsque les frères Shasha agissent en tant que représentants, Demiurge utilise la magie du contrôleur pour les faire s'incliner correctement devant le décret d'Ainz : Cocytus arrivera dans 4 heures pour les combattre seul, et s'ils gagnent, ils seront à jamais libres de Nazarick. Les dirigeants des Cinq Tribus discutent de l'envoi d'eux-mêmes uniquement, Crusch devant rester derrière et diriger. Alors qu'elle s'oppose à cela, les chefs de tribu laissent Zaryus parler avec elle. Ils acceptent tous les deux qu'il y aura la mort et Crusch demande à Zaryus de s'accoupler avec elle, afin de préserver leur amour. |                                     |                    |                              |                       |
| 5 | Divinité glaciaire                  | 氷結の武神         | Hyōketsu no bushin           | 6 février 2018        |
| Les champions des hommes-lézards - Les frères Shasha, Zenbur, avec Kyuku Zuzu et Sukyu Juju (respectivement les dirigeants des Queues Tranchantes et des Petits Crocs) se préparent au combat avec Cocytus. Au cours de cette préparation, Ainz et ses gardiens entrent dans une base d'opérations temporaire tandis que la victime garde le premier étage pendant leur sortie. En voyant un trône de fortune pour lui-même par ses tuteurs, il choisit d'utiliser Shalltear comme chaise comme punition (alors qu'en réalité, il se sentait mal à l'aise de s'asseoir sur un trône fait d'os) ; cela met en colère Albedo mais stimule hyper le plaisir de Shalltear. Tout en observant les hommes-lézards, le miroir de visualisation à distance tombe sur Zaryus et Crusch en train de faire l'amour, ce qui déclenche une conversation qu'Ainz oblige à se taire. Les champions des Hommes-lézards sont prêts et Cocytus arrive pour se battre équipé de son équipement de gardien. De nombreux hommes-lézards meurent, ne laissant que les frères Shasha. Cocytus demande leurs noms et leur accorde l'honneur de la mort par son sabre, la Pourfendeuse Divine; Xempesh l'Impérial. En répétant la manœuvre de brouillard et d'attaque surprise, ils sont facilement contrés et Sharyus est tué. Plus tard, Ainz félicite Cocytus pour sa victoire et convoque Crusch pour un accord : elle devra signaler et surveiller son peuple pour déceler tout signe de rébellion, et Ainz fera revivre Zaryus. Crusch est d'accord; et Ainz ressuscite Zaryus (souffrant de confusion et de perte de niveau à cause de la fonction de résurrection d'YGGDRASIL) parmi les villageois - qui l'adorent maintenant comme un dieu. Après avoir promis leur fidélité, Zaryus demande que son frère et Zenbur soient également rendus, et Ainz prend en considération le fait que les hommes-lézards gardent leurs corps protégés. Fatigués, Zaryus et Crusch vont se reposer. |                                     |                    |                              |                       |
| 6 | Sauveur et sauvé                    | 拾う者、拾われる者 | Hirou mono, hirowa reru mono | 13 février 2018       |
| Alors qu'il se trouve encore dans la capitale de Re-Estize, Sebas se rend à la guilde des magiciens pour acheter un parchemin de sorts et, sur le chemin du retour au manoir, tombe sur une jeune femme brutalisée. Après s'être souvenu des paroles de son créateur, Touch Me, il décide de la mettre en sécurité. L'homme qui l'a jetée supplie Sebas de ne pas le faire car il sera tué par le syndicat du crime, les 8 Doigts, pour avoir permis la saisie d'un actif; Sebas donne à l'homme de l'argent pour fuir la ville en réponse. À son retour, Solution est déconcertée par les soins que Sebas apporte à la jeune fille et par le fait que Solution la guérisse de sa blessure. Au réveil, elle est nourrie et s'effondre en pleurant pour avoir vu le niveau de gentillesse que Sebas a donné, et révélant que son nom est Tsuare. Sebas ordonne à Solution de ne pas informer Lord Ainz, déclarant que cela ne vaut pas la peine de connaître une maigre fille humaine. Pendant ce temps, Gazef prend son petit-déjeuner avec Brain Unglaus, qui est dans un état dépressif à la suite de sa rencontre avec Shalltear, et Gazef essaie de l'aider. Dans une région isolée, l'équipe d'aventurières de rang Adamantite, l'équipe de la Rose Bleue détruit une culture illégale utilisée dans la production d'un puissant stupéfiant appelé la Poudre Noire. Lors de leurs recherches, Evileye, membre de la Rose Bleue, trouve un parchemin contenant un code qui peut les conduire aux dirigeants des 8 Doigts. Au même moment, les dirigeants des 8 Doigts discutent de l'incendie des récoltes et du sauvetage de la jeune fille par Sebas. À table, Zéro, chef de la sécurité, promet à Coco Doll, chef du département des esclaves, que ses hommes rendront la jeune fille en leur possession. |                                     |                    |                              |                       |
| 7 | La Rose bleue                       | 蒼の薔薇           | Aoi no bara                  | 20 février 2018       |
| Alors qu'Ainz examine les finances du Nouveau Monde, il a du mal à gérer les fonds pour le budget des Hommes-lézards et les agents infiltrés de Nazarick. Narberal, sous le nom de Narbe, vient à Ainz au sujet des différents échantillons de minerai qu'il avait achetés pour faire une expérience d'évaluation sur la Boîte d'Échange, pour voir quel minerai d'où produit le plus d'or. Il donne à Narbe tout l'argent qu'il lui reste, lui rappelant d'être secrète et agréable avec les humains pour leurs couvertures, et s'inquiète silencieusement des problèmes financiers. Ailleurs, Climb reçoit une séance d'entraînement de la part de Gazef, qui informe Climb qu'Ainz Ooal Gown lui a sauvé la vie, pour que le jeune garde du corps se souvienne. Après le combat, Gazef note à son vice-chef que la puissance de Climb ne peut pas dépasser celle d'un aventurier rang Or et que ses efforts n'y changeront rien, mais il peut toujours apprendre de l'expérience. De l'autre côté, Gazef voit le prince Zanac discuter avec le marquis Raeven, formant probablement une alliance malgré les factions du Royaume, car Raeven est un opportuniste. Lors d'une encontre avec la princesse Renner, Climb est présenté au chef de la Rose Bleue, Lakyus Alvein Dale Aindra, ainsi qu'à l'une des assassines jumelles de la Rose Bleue, Tina. Sous la direction de Renner, ils apprennent que le code qu'ils ont découvert à la récolte de Poudre Noire est en réalité une liste d'endroits importants pour les 8 Doigts dans la capitale. Un endroit non répertorié est un bordel souterrain dans la capitale, et la Rose Bleue amène Climb pour enquêter à leurs côtés ; cependant, se souvenant que la fille d'un noble est l'une des servantes de Renner, ils craignent que leurs plans aient été découverts. Pendant ce temps, Sebas demande à Tsuare de servir de femme de chambre du manoir que lui et Solution utilisent comme couverture pour mieux vendre cette identité, mais sont retrouvés plus tard par Succulent (un agent des 8 Doigts) et le gendarme Staffan Havish. Les deux « demandent » une compensation pour l'achat de Tsuare par Sebas, malgré les lois anti-esclavagistes, afin d'être graciés pour son « crime ». Accordant à Sebas deux jours pour réfléchir à leur proposition, les deux prennent congé. Alors que Sebas fait une "promenade" pour vider son esprit, Solution envoie un message à Ainz pour l'informer que Sebas les a peut-être trahis. |                                     |                    |                              |                       |
| 8 | La Détermination du jeune homme     | 少年の思い         | Shōnen no omoi               | 27 février 2018       |
| Climb se rend à une auberge où Gagaran et Evileye déjeunent et les informe que Lakyus veut qu'ils soient prêts à se mobiliser. Au fur et à mesure que la conversation se poursuit, Evileye les informe tous les deux de la nouvelle équipe de rang Adamantite, Ténèbres, composée des aventuriers Momon et Nabe avec le Vénérable de la forêt comme animal de compagnie - laissant Gagaran stupéfait par leurs exploits rapportés. Climb souhaite être capable d'une telle force, mais le duo lui conseille de suivre son propre rythme et de ne pas perdre son humanité dans la quête du pouvoir. Pendant ce temps, Brain Unglaus fait des courses pour Gazef et passe devant une foule en train de regarder un groupe d'hommes ivres agresser un garçon simplement pour les avoir heurtés ; Climb passe également devant la foule et se déplace pour arrêter l'affaire. Tous deux voient Sebas agir avec habileté et rapidité pour résoudre le problème d’un seul coup. Ils suivent séparément le majordome dans une ruelle, où Climb demande avec enthousiasme à Sebas une rapide leçon de force après l'avoir vu récemment. Sebas considère Climb comme digne de confiance et lui donne une leçon : comment surmonter la peur de la mort. En inondant les sens de Climb d'une intention meurtrière, Climb esquive à la dernière instance possible en surmontant sa peur en pensant à Renner. Brain, ayant été témoin de cela au coin de la rue, est ému par la capacité de Climb à surmonter une peur intense et demande également à apprendre de Sebas. Cependant, le trio est assailli par cinq assassins envoyés par Succulent, dont Sebas en abat trois, les deux derniers étant gérés par Brain et Climb. Leurs attaquants étant abattus, Sebas utilise une compétence pour interroger facilement l'un d'eux pour savoir où trouver Succulent et les Huit Doigts. Le trio se réunit par respect mutuel et décide de détruire les 8 Doigts dans la capitale de Re-Estize. Ils se dirigent vers le bordel de Succulent – le même endroit d'où Sebas a sauvé Tsuare. |                                     |                    |                              |                       |
| 9 | Ces étincelles qui virevoltent      | 舞い上がる火の粉   | Mai agaru hi no ko           | 6 mars 2018           |
| Sebas, Brain et Climb arrivent au bordel et utilisent deux entrées : la porte d'entrée du bordel principal et l'entrée latérale de la zone de stockage souterraine. Climb et Brain prennent cette dernière porte, tandis que Sebas charge l'avant. Sebas prévient le duo que si nécessaire, il tuera l'opposition à l'intérieur s'il y est forcé, avec la compréhension des deux; ils demandent seulement que les leaders des 8 Doigts, Coco Doll et Succulent, soient capturés. Sebas dégonde facilement la porte en acier et fait tomber les gardes, et tombe sur le gendarme Staffan Havish en train d'agresser sans pitié une esclave pour le plaisir. Sebas gifle Staffan dans un état sanglant, et après que le gendarme ait demandé grâce avec de l'argent, Sebas conclut qu'il est indigne de la vie et lui donne un coup de pied en deux. Brain et Climb arrêtent leur opposition et localisent une trappe (grâce aux objets de Gagaran) menant au stockage souterrain. Pendant que Brain explore plus loin en faisant monter la garde à Climb, Coco Doll et Succulent arrivent par un passage caché devant le jeune guerrier. Succulent utilise sa magie d'illusion pour blesser gravement Climb, jusqu'à ce que Brain revienne et le vainc avec sa technique God Slash. Le trio réussit à appréhender deux des Huit Doigts et retourne dans leurs maisons respectives : Brain retourne chez Gazef et les deux dînent pour discuter des progrès de Climb et de Shalltear par leur nom ; Sebas retourne au manoir, seulement pour que Solution soit dans sa tenue des Pléiades, lui disant qu'Ainz est dans la pièce voisine, attendant de lui parler ; Climb revient à Renner, qui est heureux d'être en sécurité. Après que Climb se soit retiré pour la nuit, Renner appelle la femme de chambre dont elle sait qu'elle l'espionne pour lui dire à quel point Climb était incroyable - seulement pour qu'elle envisage de tuer la femme de chambre pour avoir manqué de respect à Climb à portée de voix, révélant son amour obsessionnel pour lui. Tard dans la nuit, Zero rassemble les membres restants des Six Bras pour tuer Sebas, Climb et Brain pour s'être opposés à eux. |                                     |                    |                              |                       |
| 10 | Prélude à la révolte de la capitale | 王都動乱序章       | Ōto dōran joshō              | 13 mars 2018          |
| Ainz (en réalité Pandora's Actor transformé) enquête sur la possible trahison de Sebas, avec Démiurge, Victime et Cocytus comme témoins. Il ordonne à Sebas de tuer Tsuare pour confirmer sa loyauté. Sebas le fait et, ayant son attaque bloquée par Cocytus, se révèle être un fidèle serviteur de Nazarick. Après l'arrivée du véritable Ainz, l'Overlord entend le nom complet de Tsuare et se rend compte qu'elle est la sœur de Ninya (le mage des Épées des Ténèbres), il accède donc à la demande de Sebas de l'avoir comme servante provisoire. Au Palais Royal, Renner et la Rose Bleue se rencontrent pour discuter des raids sur les Huit Doigts, mais le Marquis Raeven et le Prince Zanac arrivent avec une solution au manque de main d'œuvre. Après un léger sujet sur la véritable personnalité de Renner et ses sentiments pour Climb, elle révèle qu'elle possède des renseignements accablants sur les factions royales et nobles et contraint Raeven à prêter son armée privée aux raids simultanés de Eight Fingers. Il accepte à contrecœur, et Zanac révèle que leur frère aîné Barbro a un entrepôt caché dans le commerce avec les Huit Doigts, qui est maintenant ajouté à la carte. Renner révèle également que son atout contre le syndicat, outre l'aide de Blue Rose, est Gazef Stronoff. Après une longue journée passée à acquérir du matériel pour que Démiurge puisse nourrir son bétail de moutons d'Arbelion (humains), Sebas et Solution retournent au manoir pour trouver Tsuare disparue et une note des Six Bras défiant Sebas pour sa liberté. Solution rappelle à Sebas les paroles d'Ainz, et ils envoient un message à leur maître pour lui expliquer la situation. Ainz, préoccupé comme Momon ailleurs, se relaye vers Albedo pour envoyer des renforts. Bien qu'initialement hésitante à aider un humain, elle cède et envoie les forces du Démiurge commander sur place pour détruire les Huit Doigts. Albedo, pour elle-même, pense alors que le nom Ainz Ooal Gown, choisi d'après le nom de la guilde, est ridicule, préférant Momonga - comme en témoigne sa bannière de joueur d'origine drapée sur le mur et le drapeau de la guilde sur le sol. |                                     |                    |                              |                       |
| 11 | Jaldabaoth                          | ヤルダバオト       | Yarudabaoto                  | 20 mars 2018          |
| Après le départ de Sebas pour sauver Tsuare des Six Bras, Demiurge expose le plan de son « Opération : Géhenne » aux Pléiades, Mare et Shalltear. Pendant ce temps, dans le campement royal, Climb et Brain font équipe avec l'ancien aventurier Lockmyer pour attaquer l'une des bases connues des 8 Doigts. Là, ils rencontrent Sebas, qui a été convoqué dans la même base que le trio pour combattre les 6 Bras. Lorsque Sebas rencontre quatre membres des 6 Bras, il ne prend que quelques secondes pour les tuer ainsi que les clients environnants. Solution rapporte que Zero ne fait pas partie des clients. Ailleurs, dans sa résidence, Hilma se réveille et trouve sa maison entourée d'arbustes. Lorsqu'elle rencontre Mare, il lui casse la jambe pour l'entraîner avec lui, laissant Entoma vider le manoir. Pendant qu'Entoma grignote une partie du corps humain, Gagaran a une rencontre fortuite avec elle et combat la servante des insectes, pensant qu'elle est avec les huit doigts. les membres de la Rose Bleue, Tia et Evileye, arrivent; et ensemble, elles maîtrisent et battent Entoma. Avant le coup de grâce, la servante des insectes est sauvée par Jaldabaoth et mise en sécurité. Après que Gagaran et Tia aient été tuées par le Mur de Flammes de l'Enfer du démon, Evileye, enragée, charge le démon, mais est arrêtée par l'arrivée de Momon. |                                     |                    |                              |                       |
| 12 | Bataille décisive à la capitale     | 動乱最終決戦       | Dōran saishū kessen          | 27 mars 2018          |
| Evileye demande l'aide de Momon pour vaincre Jaldabaoth, ce à quoi il s'oblige. Momon (Ainz) se révèle être l'égal de Jaldabaoth (Démiurge) tout en défendant Evileye en même temps, ce qui amène Evileye à développer des sentiments romantiques pour Momon. Jaldabaoth quitte finalement le combat, prétendant rechercher un objet dans la ville et qu'il gardera la région dans laquelle se trouve l'objet. Alors qu'Evileye veut le suivre, Momon décide de ne pas le faire, citant la raison comme les combats retenus de Jaldabaoth. Elle met accidentellement Momon et Narbe en colère lorsqu'elle mentionne comment Gagaran, Tia et elle-même ont failli tuer Entoma. Pendant ce temps, Brain, Climb et Lockmyer escortent Tsuare lors de la rencontre avec Zero, qui défie Brain dans un combat. Ensemble, Lockmyer et Climb parviennent à battre Succulent déguisé en Tsuare, tandis que Brain et Zero se révèlent être à égalité. Sebas, après avoir sauvé la véritable Tsuare, entre et découvre le combat. À la grande incrédulité de Zero, Sebas déclare que les Six Bras ont tous été tués. Il abandonne son combat avec Brain et lance son attaque la plus puissante sur Sebas, qui l'encaisse sans broncher et tue Zero d'un seul drop kick. Sebas part avec Tsuare, mais promet de rembourser la dette qu'il doit à Climb et Brain pour leur aide à son sauvetage. Un cercle de feu créé par Jaldabaoth émerge dans la ville et est vu de tous. La princesse Renner fait en sorte que les aventuriers et les soldats entrent dans le cercle et tuent les démons présents à l'intérieur, tandis que Climb, Brain et Lockmyer tentent de sauver les citoyens. Momon, Narbe et Evileye doivent se déplacer vers le centre pour combattre Jaldabaoth. Il est révélé qu'elle a l'intention d'utiliser les aventuriers et les soldats comme chair à canon, tandis que le groupe de Momon intervient pour tuer Jaldabaoth. |                                     |                    |                              |                       |
| 13 | Le plus puissant des atouts         | 最強最高の切り札   | Saikyō saikō no kirifuda     | 3 avril 2018          |
| La Coalition des Aventuriers intervient pour sauver les civils capturés dans le secteur résidentiel, tandis que les gardes royaux retiennent une vague de démons jusqu'à l'arrivée de Momon, Narbe et Evileye. Brain remarque Shalltear déguisé et la défie afin de donner à ses camarades le temps de s'échapper. Brain parvient à couper l'ongle de Shalltear avec les quatre lames de lumière et se retire joyeusement pendant qu'elle est distraite. Alors qu'il court, Shalltear remarque Climb et Lockmyer, les laissant derrière elle après s'être souvenu de l'ordre que Demiurge lui a donné. Les trois trouvent un entrepôt de civils et sont confrontés aux gens qui plaident pour leurs proches enlevés ; confirmant la théorie de la princesse sur la séparation familiale. Alors que Momon, Narbe et Evileye rencontrent Jaldabaoth, ils voient ses cinq servantes démoniaques masquées. Pendant que les aventurières s'occupent des servantes, Momon combat Jaldabaoth. Lakyus combat vague après vague de hordes de démons tandis que des mages de soutien soignent les aventuriers blessés, jusqu'à ce que Gazef arrive avec l'armée personnelle du roi. Ailleurs, Demiurge et Ainz parlent en privé dans un bâtiment abandonné pour discuter du plan complet de Demiurge. Enfin, tout le blâme doit être imputé à Jaldabaoth afin de renforcer la renommée de Momon. Pendant qu'Evileye se bat, Narberal, cachée, discute calmement avec trois de ses sœurs. Alors que Mare donne le signal sismique, les servantes reprennent leurs rôles prévus. Evileye se regroupe avec Narbe et Jaldabaoth est propulsé sur la scène par Momon. Jaldabaoth appelle à la retraite et les troubles prennent fin. Les aventuriers et les soldats se rassemblent et saluent Momon, le héros du Royaume. Ailleurs, Aura capture les dirigeants restants des Huit Doigts et en fait les serviteurs d'Ainz Ooal Gown. Après une certaine résistance, Hilma supplie les jumeaux elfes noirs de la laisser les fidéliser, de peur de retourner à Kyouhukou pour y être torturée. Aura le permet, affirmant qu'ils contrôlent désormais la moitié du pays. Dans l'Empire Baharuth, Fluder Paradyne informe l'empereur Jircniv Rune Farlord El Nix que, en enquêtant sur Ainz Ooal Gown, il conclut que le mage est supérieur ou égal à son niveau de pouvoir magique. Tout en souhaitant rencontrer Ainz personnellement, Jircniv ordonne à Fluder d'enquêter également sur l'aventurier adamantite Momon. |                                     |                    |                              |                       |

#### Saison 3
| No | Titre français                                 | Titre japonais                 | Titre japonais                       | Date de 1re diffusion |
| No | Titre français                                 | Kanji                          | Rōmaji                               | Date de 1re diffusion |
| --- | ---------------------------------------------- | ------------------------------ | ------------------------------------ | --------------------- |
| 1 | La Mélancolie du souverain                     | 支配者の憂鬱                   | Rūrā no yūutsu                       | 10 juillet 2018       |
| À la suite des événements de Re-Estize, Ainz demande à certains des gardiens de niveau de prendre un jour de congé. Les dames (Albedo, Shalltear et Aura) passent du temps au bord du lac du sixième étage où Albedo apprend qu'elle ne peut pas monter son destrier invoqué, un Bicorne, parce qu'elle est une « jeune fille pure » - au grand choc des deux autres; tandis qu'Ainz envoie un mémo aux gardiens masculins pour qu'ils se réunissent plus tard pour une réunion de bain pour se détendre. Plus tard, alors qu'Ainz est dans ses quartiers personnels pour pratiquer sa "Posture d'Overlord", il sort pour rencontrer Mare et Albedo; mais après un aveu sincère de joie de les avoir dans sa vie, Albedo succombe à son désir et essaie d'avoir des relations sexuelles avec Ainz dans son bureau. C'est grâce aux efforts totaux des gardes et de Mare qu'Albedo a été neutralisée. Le soir, les hommes se détendent dans la maison thermale, mais entendent Albedo essayer ouvertement d'escalader le mur, lorsqu'un golem de défense programmé par Luci★Fer les attaque pour "manque de respect envers les bains"; Ainz ordonne aux gardiens masculins d'aider les dames, espérant intérieurement que la prochaine fois, elles auront plus de temps pour se détendre. |                                                |                                |                                      |                       |
| 2 | Retour au village de Carné                     | カルネ村再び                   | Karune-mura futatabi                 | 17 juillet 2018       |
| Ainz rassemble les PNJ pour revoir le grand plan dans son ensemble avec le récit de Demiurge ; alors qu'en réalité, il veut juste apprendre le processus de pensée du démon. Il est révélé que tous les PNJ planifient la domination du monde, Ainz étant complètement inconscient. Comme le déclare Demiurge, c'était l'objectif d'Ainz, confirmé par ses actions, à commencer par la soumission du village de Carne sans faire de victimes et par le fait que les résidents vivent en paix. Ainsi, cela signifiait qu'Ainz voulait la domination du monde et expérimentait pour gouverner ses sujets. Pendant ce temps, au village de Carne, Nfirea passe des nuits entières à développer une potion pour Ainz, tandis qu'Enri s'occupe de la troupe gobelin qui enseigne et protège le village ; Enri a même donné des noms à chaque gobelin. La seule nouvelle résidente du village était Brita, qui a quitté son métier d'aventurière après avoir survécu à sa rencontre avec Shalltear. Après avoir manqué d'herbes médicinales, Enri, Nfirea et trois gobelins recherchent ladite herbe dans la forêt. Trouvant une parcelle en croissance, ils voient un enfant Hobgobelin blessé chassé par un Barghest, alors les gobelins soutenus par Nfirea tuent la bête noire, sauvant l'enfant. Nfirea utilise la potion violette expérimentale pour guérir complètement Agu, le garçon hobgobelin ; Agu explique qu'il a été attaqué par les serviteurs du Géant de l'Est, qui s'est lui-même allié au Serpent de l'Ouest. Cela modifie l'équilibre des pouvoirs dans la forêt, menaçant le village. |                                                |                                |                                      |                       |
| 3 | La Vie trépidante d'Enri                       | エンリの激動かつ慌ただしい日々 | Enri no gekidō katsu awatadashī hibi | 24 juillet 2018       |
| Enri, Nfirea et la troupe gobelin amènent Agu au village de Carne pour les informer de la situation dans la Grande Forêt : il y a quelque temps, le Monument de la Ruine était construit et gardé par des morts-vivants, et après la disparition du Vénérable du Sud (Hamsuke), le Géant de l'Est s'est allié au Serpent de l'Ouest pour vaincre quel que soit ce maître des Morts-Vivants. Compte tenu d'une éventuelle menace, Brita va informer le comité de vigilance pour préparer les procédures d'évacuation, tandis que Nfirea demande à Lupusregina de livrer une potion violette à Ainz avec un rapport d'avancement. Alors que Lupus propose de demander de l'aide à Ainz, Enri pense qu'ils devraient d'abord faire leurs propres efforts. Après la réunion, la troupe gobelin avertit Agu de ne pas faire confiance à Lupusregina, qu'elle est plus dangereuse qu'elle ne le laisse entendre. La nuit, la troupe gobelin trouve le reste de la tribu d'Agu et le groupe d'Ogres ; un gobelin, Jugem, demande à Enri d'agir en tant qu'Alpha pour les rendre soumis, ce qui fonctionne et ils jurent fidélité. Comme les survivants ont besoin de soins médicaux, Nfirea doit rester éveillé toute la nuit tandis qu'Enri se rend à E-Rantel le matin. En arrivant à la porte principale, sa corne du général gobelin est détecté et elle est sur le point d'être mise en garde à vue, jusqu'à ce que Momon arrive pour se porter garant d'elle et qu'elle soit libérée. Alors qu'Enri vaque à ses occupations, Momon lui permet secrètement de demander de l'aide à la guilde des aventuriers pour résoudre les problèmes dans la forêt. Après une journée bien remplie, Enri rencontre sa troupe de gobelins et propose de nouvelles armes en remerciement pour tout ce qu'ils ont fait pour le village ; avec la Troupe dans un état d'intense gratitude. À son retour, Enri est élue nouveau chef du village, mais en est surprise et consulte Lupusregina et Nfirea. Après une discussion de réflexion avec Nfirea, elle décide d'accepter le poste. Au-dessus du village au-dessus, Lupusregina est accueillie par Yuri Alpha pour une convocation d'Ainz ; Lorsqu'on lui demande pourquoi elle sourit, Lupusregina répond que la dynamique du village a changé et qu'elle adorerait voir les visages des habitants si tout le village devait brûler, dans l'espoir de voir le village détruit. |                                                |                                |                                      |                       |
| 4 | Le Géant de l'est, le Serpent de l'ouest       | 東の巨人、西の魔蛇             | Higashi no kyojin, Nishi no maja     | 31 juillet 2018       |
| Ainz réprimande Lupusregina pour son incapacité à faire un rapport sur le village de Carne. Lupusregina déclare qu'elle ne pensait pas que c'était important, mais Ainz l'informe de la valeur de Nfirea et lui ordonne de le protéger, lui, Enri et Lizzie par-dessus tout. Ensuite, Ainz et Aura partent à la recherche du géant de l'Est et du serpent de l'Ouest pour voir de quel genre de monstres il s'agit. Ils découvrent que le géant est un grand troll nommé Guu et que le serpent est un naga nommé Ryraryus. Ainz leur propose de se soumettre ou de mourir. Ryraryus s'exécute rapidement après avoir échoué à s'échapper, cependant, Guu refuse et les deux se battent. Les attaques de Guu s'avèrent inefficaces et Ainz le neutralise, ainsi que les trolls et les ogres restants. Ensuite, Ainz demande à Demiurge de revoir le menu d'un dîner qu'il prévoit lorsqu'il est informé que le village est attaqué et donne à Lupusregina la permission de s'engager. |                                                |                                |                                      |                       |
| 5 | Les Deux Leaders                               | 二人の指導者                   | Futari no shidō-sha                  | 7 août 2018           |
| Les forces de Guu commencent leur attaque sur le village de Carne. Pendant que la troupe gobelin, les ogres alliés et le comité de vigilance se préparent à défendre le village, les villageois restants se mettent à l'abri. Alors que la bataille commence à la porte d'entrée, Enri et Nfirea fouillent le village pour s'assurer que tout le monde est en sécurité lorsqu'ils voient un troll grimper par la porte arrière. Pour empêcher le troll de trouver les villageois cachés, les deux le distraient en masquant leur odeur. Cependant, le troll comprend et Nfirea dit à Enri de courir chercher de l'aide et lui avoue son amour. Nfirea continue de combattre le troll tandis qu'Enri obtient du renfort, cependant, il est submergé par la force du troll. Juste avant que le troll ne soit sur le point de le tuer, Lupusregina apparaît et tue le troll. La bataille à la porte se termine également avec succès et Lupusregina informe Nfirea et Enri de l'invitation d'Ainz à un dîner à Nazarick. |                                                |                                |                                      |                       |
| 6 | Invitation à la mort                           | 死出への誘い                   | Shide e no sasoi                     | 14 août 2018          |
| Le Mage Royal, Fluder Paradyne, apprend que les aventuriers adamantites du groupe Ténèbres souhaitent le rencontrer. Pendant ce temps, le groupe de stipendiés Foresight se prépare à entreprendre une mission d'exploration d'une tombe inconnue à l'intérieur des frontières du royaume de Re-Estize. La mission, apparemment bien rémunérée, est quoique dangereuse; mais ils l'ont acceptée car l'une de leurs membres, la mage Arche, a besoin d'argent pour emmener ses petites sœurs et échapper à ses parents lourdement endettés qui refusent de réduire leurs dépenses. Ils rencontrent trois autres groupes de travailleurs ; Green Leaf, Heavy Masher et Tenmu. Ils ont tous été embauchés par un noble de l'empire Baharuth, qui a également embauché Momon et Narbe comme protection supplémentaire. Juste avant qu'ils ne se mettent tous au travail, Momon s'enquiert de la raison pour laquelle tous les ouvriers ont accepté cette mission, ce qu'ils appellent « l'argent ». Momon accepte la réponse, jugeant sa question inutile. |                                                |                                |                                      |                       |
| 7 | Les papillons pris dans la toile de l'araignée | 蜘蛛に絡められる蝶             | Kumo ni karame rareru chō            | 21 août 2018          |
| Les ouvriers arrivent à Nazarick et explorent brièvement l'extérieur et découvrent d'immenses richesses. Ils décident tous de s'enfoncer plus profondément à l'intérieur, à l'exception de Green Leaf, qui décide de rester à l'extérieur en tant que garde et de chercher d'autres itinéraires à l'intérieur, tout en utilisant secrètement les autres groupes comme éclaireurs. À l'intérieur de Nazarick, les groupes sont rapidement séparés dans leur impatience de trouver davantage de trésors. Dehors, Green Leaf rencontre les Pléiades; ces dernières invoquent une série de puissants guerriers morts-vivants appelés les Anciens Chevaliers de Nazarick, qui font un travail rapide sur le groupe de travailleurs, les massacrant tous. Heavy Masher est brièvement poursuivi par un certain nombre de Liches aînées, avant que les membres ne soient téléportés à deux endroits; Certains sont transportés vers la Capsule Noire, où ils sont donnés à manger aux cafards; la famille du gardien de zone, Kyohuko. Un autre membre est téléporté dans la chambre de torture et est torturé par Neuronist Painkill, vraisemblablement à mort. Tenmu rencontre Hamsuke, qui s'entraîne pour devenir un guerrier. Après un bref combat, le chef de Tenmu, Erya Uzruth, est tué facilement après que Hamsuke ait activé l'armement, Pourfendeuse et l'ait décapité. Ses esclaves elfes sont laissées seules après avoir commencé à lui donner des coups de pied, laissant Hamsuke incertain quant à quoi en faire. Foresight est téléporté à l'arène du niveau 6, où ils sont présentés comme des envahisseurs et affronteront Ainz lui-même. |                                                |                                |                                      |                       |
| 8 | Un fragile espoir                              | 一握りの希望                   | Hitonigiri no kibō                   | 28 août 2018          |
| Foresight tente de s'excuser auprès d'Ainz pour avoir pénétré à Nazarick, mais Ainz rejette leurs paroles, refusant d'écouter leurs excuses et les déclarant pires que des asticots pour avoir osé entrer à Nazarick en tant que voleurs, sans autorisation. Le chef de Foresight, Hekkeran, essaie de bluffer et de dire qu'il a reçu la permission d'un "grand monstre", mais Ainz voit clair dans le mensonge, ce qui le met encore plus en colère. Il les attaque d'abord avec une épée et un bouclier, mais bien qu'il les submerge en force, leurs propres compétences, expérience et capacité à travailler en équipe leur permettent de rester relativement indemnes. Ainz décide qu'il a suffisamment « joué » et se révèle être un mage; Arche nie initialement ses affirmations jusqu'à ce qu'Ainz montre son véritable pouvoir, qu'il avait caché lors de la bataille physique. L'impact de cette révélation choque Arche au point qu'elle vomit de pure terreur et Foresight tente une fois de plus de riposter, mais échoue lamentablement, Hekkeran se retrouvant paralysé. Roberdyck et Imina disent à Arche de fuir après la chute d'Hekkeran, afin de retourner auprès de ses sœurs. Une fois qu'elle s'est enfuie, ils supplient Ainz de lui accorder sa miséricorde, et il accepte, mais seulement en disant à Shalltear de montrer à Arche les profondeurs du désespoir, puis de la tuer sans douleur. Il bat ensuite Roberdyck et Imina facilement. Il garde Roberdyck pour des expériences mentales, tandis qu'Imina et Hekkeran sont confiés à Gashokukochuuou ; un PNJ parasite. Arche tente de fuir Shalltear, mais échoue lorsqu'elle découvre qu'elle est en fait sous terre et qu'il n'y a aucun moyen de sortir; après quoi Shalltear révèle sa vraie forme et la tue. Mare et Aura se rendent plus tard dans l'empire Baharuth, où ils affrontent l'empereur Jircniv pour avoir envoyé les ouvriers dans le tombeau et exigent qu'il expie ce crime. |                                                |                                |                                      |                       |
| 9 | Joutes verbales                                | 舌戦                           | Zessen                               | 4 septembre 2018      |
| L'empereur Jircniv se rend à Nazarick pour s'excuser de l'invasion de Nazarick, et voit immédiatement la puissance de Nazarick lorsqu'ils utilisent facilement la magie de niveau 6 et utilisent des chevaliers de la mort, des monstres capables de massacrer des armées, pour des tâches subalternes comme mettre des tables. Ainz montre en outre son pouvoir, lorsqu'il reçoit la tête du noble qui était responsable de l'envoi des ouvriers à Nazarick (bien que secrètement sur les ordres de Jircniv) et le transforme en chevalier de la mort. Ainz révèle son intention d'écraser quiconque oserait s'opposer à lui et de rétablir la paix dans son environnement, et Jircniv propose une offre d'amitié pour protéger l'empire Baharuth, tout en suggérant que Nazarick établisse un véritable royaume, mais a secrètement l'intention de créer une alliance d'états dans son dos afin de le vaincre. Cependant, Demiurge a déjà compris le plan de l'empereur et le révèle plus tard à Ainz et aux autres PNJ. Jircniv se rend compte que Fluder Paradyne a travaillé avec Ainz tout le temps et l'a trahi ; Ceci est confirmé dans un flash-back, où Ainz a révélé son véritable pouvoir à Fluder, qui à son tour promet sa loyauté éternelle envers Ainz, en échange de l'opportunité de "scruter l'abîme de la magie". |                                                |                                |                                      |                       |
| 10 | Préparatifs de guerre                          | 戦争準備                       | Sensō junbi                          | 11 septembre 2018     |
| Ainz établit le royaume sorcier de Nazarick et exige que le royaume de Re-Estize se retire de toutes les terres autour d'E-Rantel, affirmant qu'elles appartiennent au royaume sorcier et que l'empire Baharuth les soutient. Gazef demande au roi de faire ce qu'Ainz demande, affirmant que combattre Ainz serait une très mauvaise idée, mais le roi refuse car cela serait un signe de faiblesse et il ne peut pas se permettre de montrer de la faiblesse alors que la faction royale de Re-Estize a commencé à gagner en force après l'incident de Jaldabaoth. Le marquis Raeven est d'accord avec cette voie et est nommé commandant de la guerre. Le prince héritier Barbro est impatient de faire ses preuves et essaie de se joindre à eux, mais il est envoyé au village de Carne pour interroger les villageois à propos d'Ainz. Barbro décide de recruter les villageois après les avoir interrogés, afin de les utiliser comme otages contre Ainz. Ainz arrive au camp militaire de Baharuth avant de convoquer son armée de chevaliers de la mort. |                                                |                                |                                      |                       |
| 11 | L'Autre bataille                               | もう一つの戦い                 | Mōhitotsu notatakai                  | 18 septembre 2018     |
| L'armée de Barbro arrive au village de Carne et Enri, le nouveau chef, lutte pour les retarder alors qu'ils cachent les gobelins et les ogres. Barbro fait brûler une tour de guet en guise de menace, mais l'action ne fait que rappeler aux villageois l'incident dont Ainz les a sauvés, inspirant les villageois à prendre les armes contre Barbro pour Ainz. Lupusregina regarde l'incident se dérouler et le diffuse à Ainz. Enri et Nfirea décident de faire sortir les femmes et les enfants par l'arrière, tandis que les hommes valides, les gobelins et les ogres servent de distractions par l'avant. La stratégie semble fonctionner, mais les soldats présents à l'arrière remarquent les villageois en fuite et, pour tenter de les retarder, Enri souffle dans la deuxième corne du général gobelin qu'Ainz lui a donnée, mais invoque, d'une manière ou d'une autre, non pas un petit groupe de gobelins ressemblant à des mercenaires, mais une armée de gobelins forte de 5 000 soldats : un corps d'infanterie lourde; un corps de paladins; un corps de cavaliers sauvages; un corps d'archers; un corps de soutien magique; un corps de bombardement magique; un corps d'assassins... Même l'un des Bonnets Rouges se présente. Ainz est surpris, mais théorise que la corne cache en fait un véritable pouvoir que personne n'a débloqué, et qu'Enri a réussi d'une manière ou d'une autre à débloquer ces conditions. L'armée gobelin s'avère être plus qu'un adversaire de taille pour les conscrits de Barbro et les envoie courir, sauvant ainsi le village. Plus tard, l'armée de Barbro est entourée de Bonnets rouges de niveau 41 et de Lupusregina qui révèle ses intentions de massacrer l'armée restante de Barbro et lui-même. Barbro tente de négocier, soulignant qu'il est le prince héritier, mais Lupusregina ne s'en soucie pas, soulignant qu'il n'est pas nécessaire aux plans d'Ainz. |                                                |                                |                                      |                       |
| 12 | Le Grand Massacre                              | 大虐殺                         | Dai gyakusatsu                       | 25 septembre 2018     |
| Jircniv révèle à ses conseillers qu'il envisage de demander à Ainz de jeter la première pierre de la guerre à venir, afin de véritablement évaluer sa force et de révéler la menace qu'il représente pour le monde, dans l'espoir de l'utiliser et de faire prendre conscience au royaume de Re-Estize la nécessité d'une alliance. L'armée de l'Empire Baharuth, forte de 60 000 hommes, est composée de chevaliers bien entraînés, tandis que l'armée du Royaume de Re-Estive compte 240 000 hommes, mais se compose principalement de gens moyens ; Les conscrits plutôt que les soldats entraînés. Gazef et Raeven sont en première ligne, et Gazef a reçu les quatre trésors du royaume ; une armure d'adamantite, une épée magique appelée Razor Edge qui peut tout couper, des gantelets d'endurance qui fournissent une endurance infinie et l'amulette de l'immortalité qui assure la régénération. Ainz s'approche des lignes de front avec son armée de chevaliers de la mort, mais commence à lancer un sort de niveau supérieur. Réalisant le danger que représente Ainz, Raeven et Gazef tentent de donner l'ordre de battre en retraite, mais n'y parviennent pas à temps. Le flanc gauche de l'armée du Royaume, composé de 70 000 hommes, charge alors qu'Ainz lance le sort Iä Shub-Niggurath, qui massacre tout le flanc gauche et procède à leur sacrifice pour invoquer 5 monstres massifs appelés les « Chevreaux Noirs », qui se dirigent vers l'armée du Royaume de Re-Estive pour l'écraser littéralement sous leurs sabots. Gazef tente de riposter, mais les Chevreaux Noirs se révèlent imparables, jusqu'à ce qu'Ainz entre sur le champ de bataille, s'approche de Gazef et lui demande de devenir son subordonné en échange de l'arrêt de la charge des Chevreaux Noirs. Gazef refuse alors même qu'Ainz essaie de l'aiguillonner, et juste au moment où Ainz est sur le point de continuer le massacre, Gazef le défie en duel. |                                                |                                |                                      |                       |
| 13 | PvP                                            | PVP                            | Player vs Player                     | 2 octobre 2018        |
| Gazef défie Ainz, même s'il sait qu'il n'a aucune chance de gagner, et Ainz accepte le duel. Avant de se battre, Ainz examine l'épée de Gazef pour révéler qu'elle a des propriétés inconnues et que, bien qu'elle soit imprégnée de moindres quantités de mana, elle est capable de blesser et éventuellement de tuer Ainz. Le duel commence, on demande à Climb de démarrer le duel; et il demande s'il peut utiliser ses 3 cloches magiques. Ainz est d’accord. Dès que Climb sonne les cloches, Ainz lance une magie d'arrêt du temps. Il utilise un sort de mort instantanée pour tuer Gazef pendant le temps arrêté. Il rappelle les Chevreaux Noirs, par respect pour Gazef, mais prévient Brain que si le Royaume refuse de se rendre, ils se déchaîneront dans la capitale. Jircniv est informé du pouvoir d'Ainz, à sa grande horreur. Le roi et les nobles du royaume sont terrifiés par le résultat et n'ont d'autre choix que d'abandonner E-Rantel, conformément aux demandes d'Ainz. Brain et Climb pensent que la tentative inutile de Gazef de combattre Ainz était un moyen de les aider à en apprendre davantage sur lui, à mettre en place leurs défenses et Brain jure de devenir meilleur que Gazef. Ainz arrive à E-Rantel dans une grande procession, mais tous les gens se cachent à l'intérieur par peur. Un petit garçon tente de lancer une pierre sur Ainz, mais en signe de manque de respect, Albedo tente de l'exécuter, jusqu'à ce qu'il soit sauvé par Momon. Momon, joué par Pandora's Actor, est enrôlé par Ainz pour agir en tant que représentant de la ville et chargé de l'application de la loi. Cela se révèle faire partie du plan de Demiurge afin de trouver et de tuer tous les ennemis alors que les humains se rallieront sous Momon, tandis que Momon servira Ainz. Les Gardiens promettent une fois de plus leur fidélité à Ainz en tant que Roi Sorcier, et il proclame la fondation du Royaume Sorcier. |                                                |                                |                                      |                       |

#### Saison 4
| No | Titre français                      | Titre japonais                 | Titre japonais            | Date de 1re diffusion |
| No | Titre français                      | Kanji                          | Rōmaji                    | Date de 1re diffusion |
| --- | ----------------------------------- | ------------------------------ | ------------------------- | --------------------- |
| 1 | Le Royaume sorcier d'Ainz Ooal Gown | アインズ・ウール・ゴウン魔導国 | Ainzu ūru goun madō koku  | 5 juillet 2022        |
| Ainz est déprimé de n'être entouré que de fidèles serviteurs et ses anciens compagnons de guilde lui manquent. Ainz crée un orphelinat à E-Rantel pour identifier les individus talentueux dès leur plus jeune âge au profit de Nazarick. Il engage également les veuves des soldats morts de Re-Estize comme ouvrières pour leur assurer un gagne-pain. Albedo se heurte à Aura à propos du temps passé avec Ainz ; Ainz envisage d'envoyer Aura et Mare chez les elfes noirs pour se faire des amis. Albedo révèle qu'E-Rantel souffre d'un manque de ressources car les marchands ont trop peur pour leur rendre visite maintenant qu'Ainz est roi. Elle est autorisée à visiter Re-Estize. Comme Pandora's Actor a toujours une personnalité ennuyeuse, Ainz suggère qu'il serait fier s'il dépassait sa programmation originale, bien qu'il demande que cela reste secret au cas où les gardiens de niveau penseraient qu'il fait preuve de favoritisme. Pandora's Actor révèle qu'en se faisant passer pour Momon, de nombreux humains lui ont posé des questions sur son créateur. Ainz craint que les Gardiens considèrent toujours les humains comme des créatures inférieures. Ainz s'approche d'Ainzach, maître de la guilde des aventuriers locaux. Depuis que les chevaliers de la mort d'Ainz maintiennent la paix, une grande partie du travail de sécurité des aventuriers s'est tarie, alors Ainz demande à absorber la guilde dans son royaume et à mettre les aventuriers au travail pour explorer des terres inconnues et établir des relations diplomatiques avec des royaumes non découverts. Ainz annonce que son plan est désormais de gouverner les espèces humaines et non humaines dans un royaume où tous peuvent vivre ensemble en paix. |                                     |                                |                           |                       |
| 2 | Le Royaume de Re-Estize             | リ・エスティーゼ王国           | Ri esutīze ōkoku          | 12 juillet 2022       |
| Ainz craint que son projet d'établir un royaume pacifique n'entre en conflit avec les ambitions de conquête du monde de ses serviteurs. La princesse Renner fonde un orphelinat à Re-Estize pour identifier les orphelins doués en magie. Alors que le prince Barbro manque toujours à l'appel, son frère Zanac devient prince héritier par intérim de Re-Estize. Profondément affecté par la mort de Gazef, Brain recherche des enfants doués à l'épée pour potentiellement remplacer Gazef. Albedo arrive à Re-Estize et rencontre Zanac. Lors de sa fête de bienvenue, un noble mineur nommé Philippe Montserrat, séduit par la beauté d'Albedo et désireux d'améliorer le statut de sa famille, invite Albedo à une fête. Son père est furieux que les frères de Philippe soient morts en combattant Ainz, mais Philippe est convaincu qu'établir une relation avec le Royaume Sorcier leur sera bénéfique. Une riche roturière nommée Hilma Cygnaeus soutient financièrement Philippe et espère tirer profit de lui une fois qu'il aura hérité du titre de son père. Albedo est profondément dégoûtée lorsque Philippe la touche. Mais Philippe, convaincu d'avoir fait bonne impression, confie à Hilma son projet de séduire et d'épouser Albedo. Hilma, secrètement sous l'influence d'Albedo, propose de faire assassiner Philippe et de le remplacer, mais Albedo le laisse vivre temporairement. Hilma et Albedo rencontrent secrètement les nobles qui comptent vraiment et commencent à planifier la solution à la pénurie de provisions à E-Rantel. La princesse Renner, qui a fondé l'orphelinat sous les ordres d'Ainz, est récompensée par Albedo pour sa loyauté.                                                                                   |                                     |                                |                           |                       |
| 3 | L'Empire de Baharuth                | バハルス帝国                   | Baharusu teikoku          | 19 juillet 2022       |
| Avant le départ d'Albedo pour Re-Estize, Ainz lui donna un objet du monde, Ginnungagap, pour empêcher le lavage de cerveau qui affectait Shalltear. Albedo fut surprise lorsqu'après lui avoir demandé un baiser d'adieu, Ainz l'embrassa sur la joue. Ailleurs, les cardinaux du saint pays de Slane discutent du Royaume Sorcier et de l'Empereur Jircniv. Leur espionne, l'Astrologue des Mille Lieues, s'isole, désespérée, après avoir vu Ainz utiliser une magie de rang 11 pour massacrer 130 000 hommes. Faute d'informations suffisantes, les cardinaux décident d'espionner Jircniv. Pendant ce temps, Jircniv est incapable de gérer le stress lié à ses relations avec Ainz, et la défaite lui a fait perdre ses cheveux. Espérant que le saint pays de Slane deviendra son allié secret contre Ainz, il engage les aventuriers adamantites Silver Thread Bird comme gardes pendant qu'il rencontre leurs représentants. Lors d'un spectacle de gladiateurs au Colisée, Jircniv rencontre les représentants, mais dans le Colisée, le plus puissant gladiateur de l'Empire, le Roi Guerrier, est soudainement défié par Ainz. Jircniv panique, persuadé qu'Ainz a manipulé toute la réunion pour le forcer à soutenir Ainz ou à le trahir publiquement et à demander une alliance à Slane. Les cardinaux accusent Jircniv de complot, mais restent déterminés à s'opposer à Ainz, qui, en tant que mort-vivant, est l'ennemi de leur Temple. Ainz démarre le duel et Jircniv supplie les cardinaux d'au moins regarder Ainz se battre et de découvrir son talon d'Achille. |                                     |                                |                           |                       |
| 4 | Le Souverain conspirateur           | 謀略の統治者                   | Bōryaku no tōchisha       | 26 juillet 2022       |
| Après le départ d'Albedo pour Re-Estize, Ainz décida de lancer un coup de pub pour démontrer sa puissance et sa clémence. Accompagné d'Ainzach, il s'introduisit clandestinement dans l'Empire de Jircniv. Ainzach lui fit remarquer que recruter des aventuriers expérimentés pouvait s'avérer problématique, et qu'il serait donc avantageux pour Ainz d'entraîner des amateurs. Ainz décida qu'un combat au Colisée ferait de la publicité auprès des recrues potentielles. Ainzach organisa donc une rencontre avec un promoteur de combats. Ainz rencontra Fluder pour recueillir des informations et récompensa sa loyauté par un livre détaillant la nature exacte des âmes. En rencontrant Osk, le promoteur de combats, Ainz s'intéressa à une épée runique du Royaume des Nains. Osk a organisé le combat d'Ainz contre le Roi Guerrier. Dans le présent, Ainz rencontre le Roi Guerrier, un troll très intelligent nommé Go-Gin. Prenant Go-Gin en affection, Ainz propose de l'engager si Go-Gin perd leur combat, ce qu'il accepte. Par souci d'équité, Ainz n'utilise aucune magie de haut niveau et s'équipe des 3 dagues de Clémentine. Go-Gin est ravi d'avoir affronté quelqu'un de sa force et jure d'atteindre un jour son niveau. Ainz tue Go-Gin et annonce au public son désir de former des aventuriers à explorer le monde entier, leur promettant qu'ils n'auront pas à craindre la mort à son service, tandis qu'il ressuscite Go-Gin sous leurs yeux. Désespéré, Jircniv demande à l'Empire de devenir un État vassal du Royaume Sorcier. Ainz hésite, mais accepte de négocier les détails. Jircniv espère survivre en étant utile en tant que l'un des serviteurs d'Ainz.                                                               |                                     |                                |                           |                       |
| 5 | Vers le pays nain                   | ドワーフの国を求めて           | Dowāfu no kuni o motomete | 2 août 2022           |
| Albedo suggère à Démiurge qu'Ainz est mécontent de ses plans, et qu'il souhaite qu'Albedo et lui organisent la vassalisation de l'Empire. Ainz espère conclure une alliance avec le Royaume des Nains pour accéder à leur technologie runique. Il emmène Aura, Shalltear et l'homme-lézard Zenber, qui a de l'expérience avec les Nains. Ainz espère que cette expérience élargira l'esprit de Shalltear. En privé, Ainz révèle que les runes proviennent du jeu Yggdrasil et se demande si c'est un autre joueur qui les a enseignées aux Nains. Aura suggère à Shalltear d'essayer de comprendre les actions d'Ainz. Ils arrivent à la cité de Feo-Raidho, mais la trouvent abandonnée, à l'exception de Gondo Barbe-de-Feu, un mineur nain. Ainz explique son intérêt pour une alliance et les runes. Gondo admet qu'il ne reste plus beaucoup de forgerons de runes, car il est plus facile d'utiliser des enchantements, et la société naine est en déclin depuis des années. Ainz propose son aide pour aider les nains à recouvrer leur fierté, et Gondo leur jure fidélité. Ils rencontrent des Quagoa, un peuple d'hommes-taupes qui se nourrissent de métal pour rendre leur fourrure impénétrable. Ainz ordonne à Shalltear de les capturer vivants et est ravie de déduire correctement sa motivation. Ainz apprend que les Quagoa soutiennent une armée dirigée par le Seigneur de Clan Pe Riyuro qui, en ce moment même, mène une armée visant à détruire ce qui reste du Royaume des Nains. |                                     |                                |                           |                       |
| 6 | Crise imminente                     | 迫りくる危機                   | Semarikuru kiki           | 9 août 2022           |
| L'armée Quagoa attaque la forteresse de Feo Jera. Ainz arrive et propose son aide au général, qui, désespéré, accepte immédiatement. Les Chevaliers de la Mort d'Ainz repoussent les Quagoa, mais deux d'entre eux sont anéantis lorsque Yohz, chef de meute des Quagoa, détruit le pont sur lequel ils se tenaient, les précipitant dans un gouffre sans fond. Ainz offre au Conseil de Régence des Nains une Alliance Commerciale ainsi que la garantie de sa protection. Ainz propose également de reprendre Feo Berkana, la capitale royale des Nains, aux Quagoa, malgré leur nombre et la présence d'un Dragon de Glace à proximité, en échange de la réinstallation de tous les forgerons des runes dans son royaume. Malgré leurs réticences, le Conseil accepte. Ainz rencontre les forgerons des runes et leur annonce qu'il souhaite qu'ils redonnent vie à leur art, ce qu'ils acceptent avec joie. Gondo est touché que la fabrication des runes, un art pratiqué par sa famille depuis des générations, soit sauvée du déclin. Il propose également de servir de guide à la Capitale Royale, en échange de la complicité d'Ainz dans le vol d'un précieux livre sur les runes au trésor. Ainz enseigne à Shalltear la stratégie au cas où ils rencontreraient l'assassin des deux Chevaliers de la Mort. Ainz a également hâte de rencontrer un vrai dragon en personne. |                                     |                                |                           |                       |
| 7 | Le Seigneur dragon des glaces       | 霜の竜王                       | Shimo no Ryuuou           | 16 août 2022          |
| Yohz rapporte sa défaite à Pe Riyuro qui rend visite au Dragon de Glace Olasird'arc au Palais Royal, dans l'espoir de le persuader d'attaquer les nains. Olasird'arc envoie un de ses fils, Hejinmal, un lâche obèse. Hejinmal a tellement peur qu'il se rend immédiatement à Ainz. Après avoir tué Olasird'arc, Ainz aide Gondo à voler le livre des runes. Shalltear se méfie de celui qui a tué les chevaliers de la mort, jusqu'à ce qu'Aura révèle qu'Ainz a toujours su que les chevaliers de la mort étaient tombés dans le gouffre, il l'a simplement caché pour que Shalltear pense qu'il y avait un ennemi puissant, l'obligeant à réfléchir stratégiquement. Sur ordre d'Ainz, Shalltear offre à Riyuro le choix : soit les 60 000 Quagoa jurent fidélité, soit elle les tuera tous sauf 8 000 hommes et femmes et 2 000 enfants. Riyuro choisit de se battre mais est dévasté lorsque Shalltear tue 50 000 Quagoa. Tous les dragons jurent fidélité à Ainz, sauf Torangealit, l'un des fils d'Olasird'arc, qu'Ainz tue lorsqu'il l'attaque. Riyuro jure fidélité et Ainz promet que les dragons et Quagoa prospéreront dans son royaume tant qu'ils resteront fidèles. Shalltear partage ce qu'elle a appris de cette expérience et Ainz est fière d'elle. Ainz convoque Demiurge pour lui faire rapport sur les progrès réalisés avec le Royaume sacré de Roble. Démiurge est impressionné qu'Ainz ait désormais la loyauté à la fois envers l'Empire et le Royaume des Nains et, à travers une série de malentendus, pense qu'Ainz a formulé des plans pour au moins les 10 prochains millénaires. |                                     |                                |                           |                       |
| 8 | Une manœuvre inattendue             | 計算外の一手                   | Keisangai no Itte         | 23 août 2022          |
| Démiurge manipule le Royaume Sacré de Roble pour qu'il commerce avec le Royaume Sorcier. Philippe devient le nouveau Baron Montserrat, mais ses fermiers ne peuvent pas cultiver autant de nourriture que les morts-vivants d'Ainz, et ses finances en pâtissent lorsqu'Ainz offre gratuitement de la nourriture au Royaume Sacré, ce qui fait qu'ils cessent d'acheter à Philippe. Une livraison de nourriture d'Ainz est volée et le vol est imputé à Philippe après qu'Albedo et Ainz ont interrogé Hilma. Hilma est surprise qu'Ainz s'en prenne à lui-même et se consacre à lui, décrivant sa clémence aux autres membres des Huit Doigts. Albedo explique aux Gardiens du Sol que Philippe était censé inciter les roturiers à se rebeller contre la noblesse ; Ainz absorberait alors pacifiquement Re-Estize dans le Royaume Sorcier, mais Phillip a provoqué la guerre. Ainz reconnaît qu'un exemple est nécessaire, mais en privé, il regrette l'échec de son plan. Ainz envoie une lettre au roi de Re-Estize, l'avertissant que le Royaume Sorcier, l'Empire Baharuth, le Royaume des Nains, le Royaume des Dragons, le Royaume Sacré de Roble et un puissant personnage appelé la Sans-Visage tiennent tous le Royaume de Re-Estize pour responsable de l'attaque du transport et pourraient déclarer la guerre. Le roi Ramposa, Zanac et ses ministres sont pris entre deux choix : mener une guerre qu'ils ne peuvent gagner, ou rejeter la faute sur Philippe et espérer qu'Ainz fasse preuve de clémence. Albedo arrive et est surprise lorsque Ramposa offre sa propre tête en échange de la clémence pour son royaume. |                                     |                                |                           |                       |
| 9 | Le Début de l'effondrement          | 滅亡への始まり                 | Metsubou e no Hajimari    | 30 août 2022          |
| 10 | Le Dernier roi                      | 最後の王                       | Saigo no ō                | 6 septembre 2022      |
| 11 | Des pièges bien agencés             | 張り巡らされた罠               | Harimegurasa reta wana    | 13 septembre 2022     |
| 12 | L'invasion de la capitale royale    | 王都侵攻                       | Ōto shinkō                | 20 septembre 2022     |
| 13 | La sorcière du royaume déchu        | 滅国の魔女                     | Mekkoku no Majo           | 27 septembre 2022     |

### Musique
Le duo OxT (ja) et le groupe MYTH & ROID ont réalisé les chansons des opening et des ending, ces deux groupes sont formés autour du musicien Tom-H@ck (ja),. Leurs chansons sont également utilisés pour les Theme song des films récapitulatifs.
| Générique                | Début         | Début       | Fin             | Fin           |
| Générique                | Titre         | Artiste     | Titre           | Artiste       |
| ------------------------ | ------------- | ----------- | --------------- | ------------- |
| Overlord (1re saison)    | Clattanoia    | OxT (ja)    | L.L.L.          | MYTH & ROID   |
| Overlord II (2e saison)  | Go Cry Go     | OxT (ja)    | Hydra           | MYTH & ROID   |
| Overlord III (3e saison) | VORACITY      | MYTH & ROID | Silent Solitude | OxT (ja)      |
| Overlord IV (4e saison)  | Hollow Hunger | Oxt         | No Man's Dawn   | Mayu Maeshima |

| Film                                   | Film                                   | Titre                    | Titre                    | Artiste     | Artiste     |
| -------------------------------------- | -------------------------------------- | ------------------------ | ------------------------ | ----------- | ----------- |
| Overlord: Fushisha no ō (1er film)     | Overlord: Fushisha no ō (1er film)     | Crazy Scary Holy Fantasy | Crazy Scary Holy Fantasy | MYTH & ROID | MYTH & ROID |
| Overlord: Shikkoku no senshi (2d film) | Overlord: Shikkoku no senshi (2d film) | Laughter Slaughter       | Laughter Slaughter       | OxT (ja)    | OxT (ja)    |

## Séries dérivées

### Ple Ple Pleiades
Le 4 août 2015 sur AT-X, à la suite du 5e épisode, commence la diffusion hebdomadaire de Ple Ple Pleiades (ぷれぷれぷれあです, Pure pure pure adesu), une série dérivée de courts épisodes mettant en scène les personnages en version chibi. Elle compte 8 épisodes pour la première saison. Un épisode spécial est publié sur YouTube le 30 septembre 2015 pour fêter la sortie du premier DVD de l'anime. Le 30 septembre 2016, un spécial de 30 minutes, intitulé なざりっく最大の危機 (Nazarikku saidai no kiki, litt. La plus grande crise de Nazarick), accompagne la sortie du tome 11 du light novel.
La série est produite par le studio Puyukai. Minoru Ashina est chargé de la réalisation et du scénario, Minoru Takehara est directeur de l'animation et chargé de la conception des personnages.
Ple Ple Pleiades est renouvelée pour une deuxième saison de 13 épisodes, diffusés à partir du 9 janvier 2018 à la suite de chaque épisode de la série principale sur AT-X et sur la chaîne Youtube de Kadokawa Anime.
La saison 3 débute le 10 juillet 2018 et est encore une fois diffusée à la suite des épisodes de la série principale sur AT-X.
Depuis le 5 juillet 2022, Ple Ple Pleiades 4 est diffusée de la même façon.
Le 1er avril 2023, le site officiel annonce un projet de série crossover entre Ple Ple Pleiades et Kage-Jitsu!, à coups d'illustrations mêlant les personnages chibi des deux univers. Mais il s'agit en réalité d'un poisson d'avril, la sortie de l'hypothétique série étant annoncée pour avril 2138.

### Isekai Quartet
Un projet d'animation crossover entre KonoSuba, Yōjo Senki, Overlord et Re:Zero a été annoncé en octobre 2018 via l'ouverture d'un site dédié. Intitulé Isekai Quartet (異世界かるてっと, Isekai Karutetto), il est diffusé au Japon depuis le 10 avril 2019 sur Tokyo MX, et un peu plus tard sur MBS, BS11, AT-X et TVA.

## Jeu vidéo
Un jeu vidéo de type metroidvania intitulé Overlord: Escape From Nazarick, où le joueur incarne le personnage de Clémentine, est sorti le 16 juin 2022 sur Nintendo Switch et Microsoft Windows,.

## Accueil
Pour la première moitié de 2020, Oricon indique que la série est le 5e des light novel les plus vendus sur des ventes de 18 novembre 2019 au 17 mai 2020, avec un total de 264 875 exemplaires. Le 14e volume a notamment écoulé 207 298 copies, se plaçant à la 3e place du classement par volume sur la même période.

### Annotations
1. ↑  La série est programmée pour la nuit du 9 avril 2019 à 24 h 30, soit le 10 avril à 0 h 30 JST.

### Sources
1. ↑  (ja) « オーバーロード「ぷれぷれぷれあです」 », sur Studio Puyukai (consulté le 23 septembre 2022).
2. 1 2 3 4 5 6 7 8 9 10 11 12  (en) « Overlord », sur Anime News Network (consulté le 28 août 2017).
3. ↑  (ja) « オリジナルSS投稿掲示板 », sur mai-net.net (consulté le 29 juin 2018).
4. ↑  (ja) « 丸山くがね », sur Shōsetsuka ni narō (consulté le 29 juin 2018).
5. ↑  (en) Kevin Pennyfeather, « Overlord Promo Videos Preview 1st Episode : Series about a player ruling over NPCs in a closed MMORPG to premiere July 7 », sur Anime News Network, 3 juillet 2015 (consulté le 27 avril 2020).
6. ↑  (en) Alex Mateo, « Overlord Light Novels End in 2 Volumes : The afterword in the second part of the 16th volume of Kugane Maruyama's Overlord light novel series revealed on Friday that the novels will end in two volumes. », sur Anime News Network, 30 juillet 2022 (consulté le 1er août 2022).
7. ↑  « Le light novel Overlord arrive aux éditions Ofelbe », sur manga-news.com, 28 février 2017 (consulté le 5 avril 2017).
8. ↑  « \"Overlord\" vous donne rendez-vous en mai 2017 ! », sur Ofelbe, 28 février 2017 (consulté le 29 juin 2017).
9. 1 2  (en) Egan Loo, « Yen Press Adds Space Dandy, Dimension W, Overlord, Boy & the Beast : Also Corpse Party, Unhappy Go Lucky!, Scumbag Loser, Psycome light novel », sur Anime News Network, 10 octobre 2015 (consulté le 29 juin 2018).
10. ↑  (en) « Overlord, Vol. 1 (light novel) : By Kugane Maruyama, So-Bin (Hardcover Book, 2016) », sur Yen Press, 24 mai 2016 (consulté le 29 juin 2018).
11. ↑  (en) « Over Lord Fantasy RPG Light Novels Gets Manga », sur Anime News Network, 25 octobre 2014 (consulté le 1er août 2014).
12. ↑  (ja) « 丸山くがねの小説「オーバーロード」コンプエースでコミカライズ », sur natalie.mu,‎ 26 novembre 2014 (consulté le 29 juin 2018).
13. ↑  (ja) « 【6月26日付】本日発売の単行本リスト », sur natalie.mu,‎ 26 juin 2015 (consulté le 29 juin 2018).
14. 1 2  (ja) « 【9月25日付】本日発売の単行本リスト », sur natalie.mu,‎ 25 septembre 2024 (consulté le 25 septembre 2024).
15. ↑  « LE MANGA OVERLORD SORTIRA LE 20 JANVIER CHEZ OTOTO », sur coyotemag.fr, 4 janvier 2017 (consulté le 7 janvier 2017).
16. ↑  « Overlord - Prenez place aux côtés des forces du mal ! : Suivez les pas du machiavélique Momonga prêt à tout pour devenir le maître incontesté de ce nouveau monde ! », sur Ototo, 21 septembre 2016 (consulté le 29 juin 2018).
17. ↑  (en) « Overlord, Vol. 1 (manga) : By Kugane Maruyama, Hugin Miyama, So-Bin, Satoshi Oshio (Trade Paperback, 2016) », sur Yen Press, 28 juin 2016 (consulté le 29 juin 2018).
18. ↑  (en) « Over Lord Fantasy RPG Light Novel Has Anime in the Works », sur Anime News Network, 28 août 2014 (consulté le 1er août 2014).
19. ↑  (en) « Cast, Staff, Premiere Date Announced for Overlord Fantasy RPG TV Anime », sur Anime News Network, 24 mars 2015 (consulté le 1er août 2014).
20. ↑  (en) « Overlord Fantasy RPG TV Anime's 2nd Promo Reveals July 7 Premiere », sur Anime News Network, 26 juin 2015 (consulté le 1er août 2014).
21. ↑  « L'anime Overlord en simulcast sur ADN et J-One », sur manga-news.com, 8 juillet 2015 (consulté le 1er août 2015).
22. ↑  (en) « Overlord Anime Has Compilation Film in the Works », sur Anime News Network, 29 septembre 2016 (consulté le 16 octobre 2016).
23. ↑  (en) « Overlord: Fushisha no Ō Anime Compilation Film Previewed in Trailer », sur Anime News Network, 24 décembre 2016 (consulté le 7 janvier 2017).
24. ↑  « L’anime Overlord Saison 2, annoncé », sur Adala-News (consulté le 28 août 2017).
25. 1 2  (en) Egan Loo, « Overlord II Anime's New Videos Reveal More of Cast, January 9 Debut : Ple Ple Pleiades spinoff shorts also return on January 9 », sur Anime News Network, 17 décembre 2017 (consulté le 29 juin 2018).
26. ↑  (en) Karen Ressler, « Overlord Anime Gets 3rd Series (Update) : Takahiro Sakurai, Takaya Hashi join cast », sur Anime News Network, 3 avril 2018 (consulté le 29 juin 2018).
27. ↑  (en) Karen Ressler, « Overlord III Anime Listed With 13 Episodes », sur Anime News Network, 28 juin 2018 (consulté le 29 juin 2018).
28. 1 2  (en) Rafael Antonio Pineda, « Overlord Anime's New Visual, July 10 Premiere Revealed : Franchise also gets 1st smartphone game for release this year », sur Anime News Network, 24 juin 2018 (consulté le 29 juin 2018).
29. ↑  (en) « Overlord Anime's Season 4 Video Reveals 2022 Premiere Date », sur Anime News Network (consulté le 20 décembre 2021).
30. 1 2  (ja) « PRODUCTS : MUSIC », sur Site officiel (consulté le 30 juin 2018).
31. 1 2 3  (ja) « PRODUCTS : MUSIC », sur Site officiel (consulté le 30 juin 2018).
32. 1 2 3  (ja) オーバーロード／TVアニメ公式 (@over_lord_anime), « 最後に、前編・後編の主題歌も公開となりました！ », sur Twitter,‎ 15 janvier 2017 (consulté le 30 juin 2018).
33. 1 2  (en) Jennifer Sherman, « Overlord Chibi Character Anime's 1st Episode Streamed », sur Anime News Network, 7 août 2015.
34. ↑  (ja) « ON AIR｜TVアニメ「オーバーロードⅡ」オフィシャルサイト » (archivé sur Internet Archive).
35. ↑  (en) Kim Morrissy, « Fake Overlord, Eminence in Shadow SD Crossover Anime Teased as April Fool's Joke », sur Anime News Network, 31 mars 2023.
36. ↑  (en) Crystalyn Hodgkins, « New Isekai Quartet Anime Project Crosses Over Overlord, Re:Zero, Tanya, Konosuba Franchises : Anime featuring SD characters to broadcast in spring 2019 », sur Anime News Network, 6 octobre 2018 (consulté le 6 octobre 2018).
37. ↑  (en) Crystalyn Hodgkins, « Isekai Quartet TV Anime Premieres on April 9 : Show's 4th "relay" promo video streamed », sur Anime News Network, 8 mars 2019 (consulté le 10 avril 2019).
38. ↑  « La série d'animation Overlord adaptée en metroidvania sur Switch et Steam », sur gamekult.com, 17 décembre 2021 (consulté le 25 juin 2022).
39. ↑  « Overlord : Escape from Nazarick dévoile ses phases de plates-formes pointues », sur gamekult.com, 2 juin 2022 (consulté le 25 juin 2022).
40. ↑  (en) Egan Loo, « Top-Selling Light Novels in Japan by Series: 2020 (First Half) : Demon Slayer: Kimetsu no Yaiba sells 1.2 million, followed by Sword Art Online, That Time I Got Reincarnated as a Slime », sur Anime News Network, 28 mai 2020 (consulté le 28 mai 2020).
41. ↑  (en) Egan Loo, « Top-Selling Light Novels in Japan by Volume: 2020 (First Half) : Demon Slayer: Kimetsu no Yaiba is 1st novelization to take top 2 spots, followed by Overlord, SAO », sur Anime News Network, 28 mai 2020 (consulté le 28 mai 2020).

### Œuvres
Édition japonaise
Light novel
1. 1 2  (ja) « オーバーロード１　不死者の王 », sur Kadokawa Corporation (consulté le 27 avril 2020).
2. 1 2  (ja) « オーバーロード2 漆黒の戦士 », sur Kadokawa Corporation (consulté le 27 avril 2020).
3. 1 2  (ja) « オーバーロード3 鮮血の戦乙女 », sur Kadokawa Corporation (consulté le 27 avril 2020).
4. 1 2  (ja) « オーバーロード4 蜥蜴人の勇者たち », sur Kadokawa Corporation (consulté le 27 avril 2020).
5. ↑  (ja) « オーバーロード4 蜥蜴人の勇者たち【ドラマCD付特装版】 », sur Kadokawa Corporation (consulté le 27 avril 2020).
6. 1 2  (ja) « オーバーロード5 王国の漢たち [上] », sur Kadokawa Corporation (consulté le 27 avril 2020).
7. 1 2  (ja) « オーバーロード6 王国の漢たち[下] », sur Kadokawa Corporation (consulté le 27 avril 2020).
8. ↑  (ja) « オーバーロード6 王国の漢たち[下]【ドラマCD付特装版】 », sur Kadokawa Corporation (consulté le 27 avril 2020).
9. 1 2  (ja) « オーバーロード7 大墳墓の侵入者 », sur Kadokawa Corporation (consulté le 27 avril 2020).
10. 1 2  (ja) « オーバーロード8 二人の指導者 », sur Kadokawa Corporation (consulté le 27 avril 2020).
11. 1 2  (ja) « オーバーロード9 破軍の魔法詠唱者 », sur Kadokawa Corporation (consulté le 27 avril 2020).
12. 1 2  (ja) « オーバーロード10　謀略の統治者 », sur Kadokawa Corporation (consulté le 27 avril 2020).
13. 1 2  (ja) « オーバーロード11　山小人の工匠 », sur Kadokawa Corporation (consulté le 27 avril 2020).
14. 1 2 3  (ja) « オーバーロード11　山小人の工匠　Blu-ray付特装版 », sur Kadokawa Corporation (consulté le 27 avril 2020).
15. 1 2  (ja) « オーバーロード12　聖王国の聖騎士　上 », sur Kadokawa Corporation (consulté le 27 avril 2020).
16. 1 2  (ja) « オーバーロード13　聖王国の聖騎士　下 », sur Kadokawa Corporation (consulté le 27 avril 2020).
17. 1 2  (ja) « オーバーロード14　滅国の魔女 », sur Kadokawa (consulté le 27 avril 2020).
18. 1 2  (ja) « オーバーロード14　滅国の魔女 フィギュア付特装版 », sur Kadokawa (consulté le 27 avril 2020).
19. 1 2  (ja) « オーバーロード15 半森妖精の神人 ［上］ », sur Kadokawa (consulté le 30 avril 2022).
20. 1 2  (ja) « オーバーロード15　イラストカード付特装版 半森妖精の神人 ［上］ », sur Kadokawa (consulté le 30 avril 2022).
21. 1 2  (ja) « オーバーロード16 半森妖精の神人 ［下］ », sur Kadokawa (consulté le 30 avril 2022).
22. 1 2  (ja) « オーバーロード16 三方背ケース付特装版 半森妖精の神人 ［下］ », sur Kadokawa (consulté le 30 avril 2022).

Manga
1. 1 2  (ja) « オーバーロード　（１） », sur Kadokawa Corporation (consulté le 29 juin 2018).
2. 1 2  (ja) « オーバーロード　（２） », sur Kadokawa Corporation (consulté le 29 juin 2018).
3. 1 2  (ja) « オーバーロード　（３） », sur Kadokawa Corporation (consulté le 29 juin 2018).
4. 1 2  (ja) « オーバーロード　（４） », sur Kadokawa Corporation (consulté le 29 juin 2018).
5. 1 2  (ja) « オーバーロード　（５） », sur Kadokawa Corporation (consulté le 29 juin 2018).
6. 1 2  (ja) « オーバーロード　（６） », sur Kadokawa Corporation (consulté le 29 juin 2018).
7. 1 2  (ja) « オーバーロード　（６）　特装版 », sur Kadokawa Corporation (consulté le 29 juin 2018).
8. 1 2  (ja) « オーバーロード　（７） », sur Kadokawa Corporation (consulté le 29 juin 2018).
9. 1 2  (ja) « オーバーロード　（８） », sur Kadokawa Corporation (consulté le 29 juin 2018).
10. 1 2  (ja) « オーバーロード　（９） », sur Kadokawa Corporation (consulté le 29 juin 2018).
11. 1 2  (ja) « オーバーロード　（１０） », sur Kadokawa Corporation (consulté le 26 août 2018).
12. 1 2  (ja) « オーバーロード　（１０）　ドラマCD＆ステーショナリーセット付き特装版 », sur Kadokawa Corporation (consulté le 26 août 2018).
13. 1 2  (ja) « オーバーロード　（１１） », sur Kadokawa Corporation (consulté le 8 mars 2019).
14. 1 2  (ja) « オーバーロード　（１２） », sur Kadokawa Corporation (consulté le 28 octobre 2019).
15. 1 2  (ja) « オーバーロード　（１３） », sur Kadokawa Corporation (consulté le 28 octobre 2019).
16. 1 2  (ja) « オーバーロード　（１４） », sur Kadokawa Corporation (consulté le 26 novembre 2020).
17. 1 2  (ja) « オーバーロード　（１５） », sur Kadokawa Corporation (consulté le 9 août 2021).
18. 1 2  (ja) « オーバーロード　（１６） », sur Kadokawa Corporation (consulté le 10 décembre 2021).
19. 1 2  (ja) « オーバーロード　（１７） », sur Kadokawa Corporation (consulté le 28 mai 2022).
20. 1 2  (ja) « オーバーロード　（１８） », sur Kadokawa Corporation (consulté le 20 février 2023).
21. 1 2  (ja) « オーバーロード　（１９） », sur Kadokawa Corporation (consulté le 6 septembre 2023).
22. 1 2  (ja) « オーバーロード　（１９）　画集付き特装版 », sur Kadokawa Corporation (consulté le 6 septembre 2023).
23. 1 2  (ja) « オーバーロード　＜新＞世界編　1 », sur Kadokawa Corporation (consulté le 25 septembre 2024).
24. 1 2  (ja) « オーバーロード　＜新＞世界編　2 », sur Kadokawa Corporation (consulté le 3 février 2025).

Édition française
Light novel
1. 1 2  (fr) « Overlord T.1 », sur pointmanga.com (consulté le 29 juin 2018).
2. 1 2  (fr) « Overlord T.2 », sur pointmanga.com (consulté le 29 juin 2018).
3. 1 2  (fr) « Overlord T.3 », sur pointmanga.com (consulté le 29 juin 2018).
4. 1 2  (fr) « Overlord T.4 », sur pointmanga.com (consulté le 29 juin 2018).
5. 1 2  (fr) « Overlord T.5 », sur pointmanga.com (consulté le 24 juin 2020).
6. 1 2  (fr) « Overlord T.6 », sur pointmanga.com (consulté le 9 août 2021).
7. 1 2  (fr) « Overlord T.7 », sur pointmanga.com (consulté le 6 septembre 2023).

Manga
1. 1 2  (fr) « Overlord Tome 1 », sur manga-news.com (consulté le 29 juin 2018).
2. 1 2  (fr) « Overlord Tome 2 », sur manga-news.com (consulté le 29 juin 2018).
3. 1 2  (fr) « Overlord Tome 3 », sur manga-news.com (consulté le 29 juin 2018).
4. 1 2  (fr) « Overlord Tome 4 », sur manga-news.com (consulté le 29 juin 2018).
5. 1 2  (fr) « Overlord Tome 5 », sur manga-news.com (consulté le 29 juin 2018).
6. 1 2  (fr) « Overlord Tome 6 », sur manga-news.com (consulté le 29 juin 2018).
7. 1 2  (fr) « Overlord Tome 7 », sur manga-news.com (consulté le 29 juin 2018).
8. 1 2  (fr) « Overlord Tome 8 », sur manga-news.com (consulté le 29 juin 2018).
9. 1 2  (fr) « Overlord Tome 9 », sur manga-news.com (consulté le 8 mars 2019).
10. 1 2  (fr) « Overlord Tome 10 », sur manga-news.com (consulté le 8 mars 2019).
11. 1 2  (fr) « Overlord Tome 11 », sur manga-news.com (consulté le 28 octobre 2019).
12. 1 2  (fr) « Overlord Tome 12 », sur manga-news.com (consulté le 27 avril 2020).
13. 1 2  (fr) « Overlord Tome 13 », sur manga-news.com (consulté le 26 novembre 2020).
14. 1 2  (fr) « Overlord Tome 14 », sur manga-news.com (consulté le 9 août 2021).
15. 1 2  (fr) « Overlord Tome 15 », sur manga-news.com (consulté le 30 avril 2022).
16. 1 2  (fr) « Overlord Tome 16 », sur manga-news.com (consulté le 20 février 2023).
17. 1 2  (fr) « Overlord Tome 17 », sur manga-news.com (consulté le 6 septembre 2023).
18. 1 2  (fr) « Overlord Tome 18 », sur manga-news.com (consulté le 25 septembre 2024).
19. 1 2  (fr) « Overlord Tome 19 », sur manga-news.com (consulté le 25 septembre 2024).